# 中央新幹線
中央新幹線（日语：／ Chūō Shinkansen */?）是日本一項磁浮高速鐵路工程，由東京經名古屋往大阪，預計最高營運速度為每小時505公里。本線可將東京到名古屋的車程由東海道新幹線所需的1小時30分鐘縮短至40分鐘，到大阪從2小時30分鐘縮短至1小時7分鐘。
中央新幹線最早自1970年代開始構思，後於1990年代和2000年代進行數次測試。2011年5月起，中央新幹線正式進入建設準備階段，國土交通省於2014年10月17日批准東海旅客鐵道公司（JR東海）展開本線的工程；於工程開始時，東京－名古屋段原定於2027年開通，長約286公里，造價約5兆5,235億日圓，除東京品川站和名古屋站外，尚於神奈川縣、山梨縣、長野縣與岐阜縣各規劃一個停靠站，名古屋－大阪段則原定於2037年完工，使全線長度達到438公里，總經費達約9兆日圓，其後由於JR東海與沿線的靜岡縣就境内的大井川水土流失問題一直未能達成協議，導致該路段一直未能動工，使JR東海被迫無限期押後通車日期。2024年，JR東海表示，靜岡建設區的工程需時大約10年，就算該區間可以於年內動工，東京－名古屋路段最快也要到2034年才能通車。

## 歷史

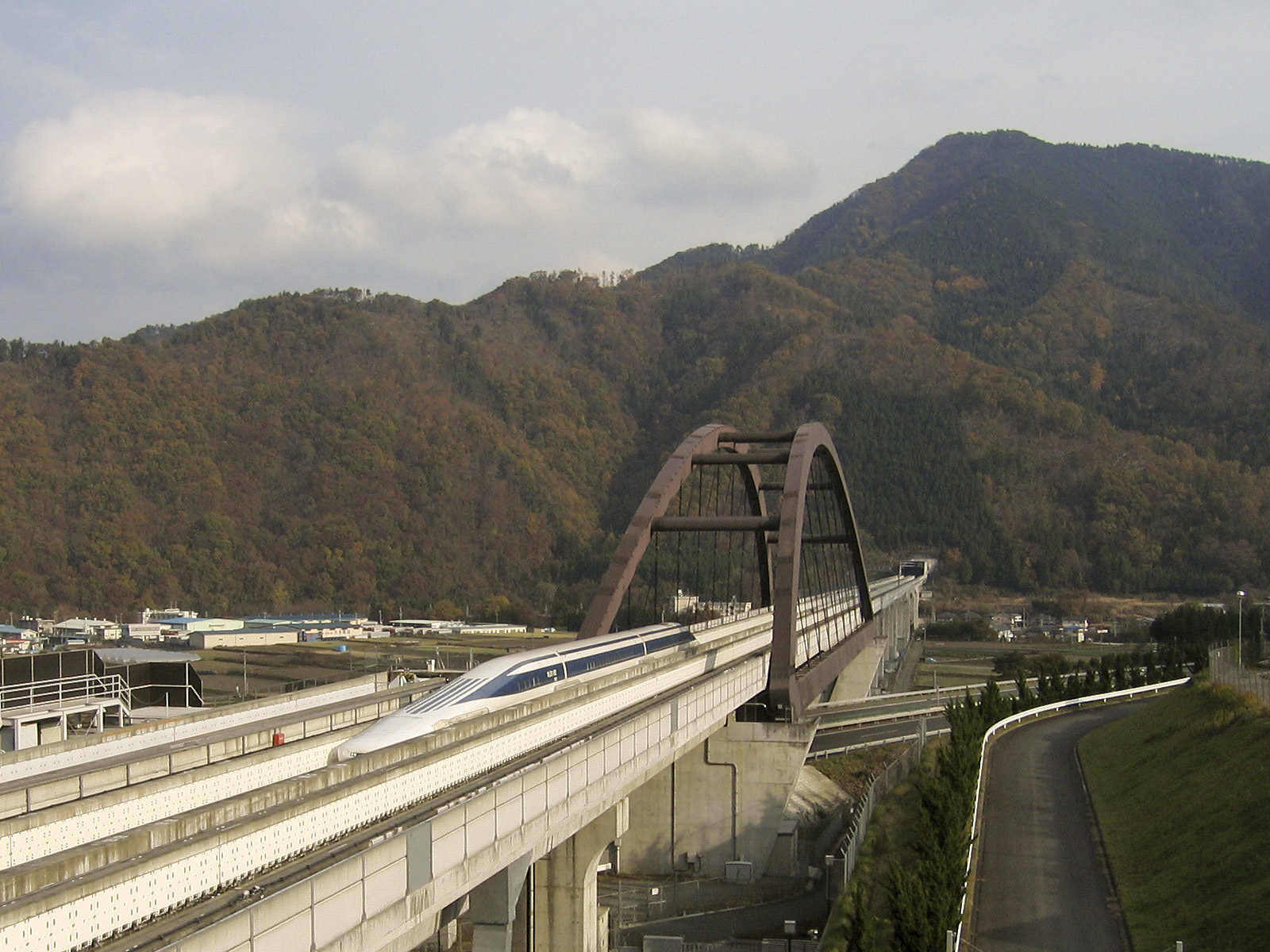
未來將成為中央新幹線一部分的山梨實驗線

中央新幹線是在《全國新幹線鐵道整備法》（簡稱《全幹法》）通過後的1973年，依據該法而確立了基本規畫。本線在草創階段時，即受到時任經濟產業大臣兼首相競選人田中角榮和其著作《日本列島改造論》的支持:p119。1970年代的日本已經著手發展磁浮列車，且於宮崎縣鋪設了一條實驗線；但日本國鐵後來的財務惡化，一度令日本的磁浮鐵路計畫叫停:p39。
1987年日本國鐵解散後，其在日本中部的鐵路業務、及東京大阪之間的高鐵線——東海道新幹線均移交給新組的JR東海公司。1990年，日本政府對JR東海重展磁浮鐵路的相關研究下達了許可令:p39，使之於2月起開始調查中央新幹線沿線的地形和地質環境；同年6月，JR東海向運輸省提出了在中央新幹線的山梨縣路段上建造新磁浮實驗線的請求，並得到了核可。山梨實驗線建於1997年，1990年代內數次在試車時突破世界鐵路車速紀錄，分別是1997年12月的每小時550公里、1999年4月的每小時552公里，以及在2000年代的2003年12月每小時581公里、2015年4月16日每小時590公里、以及同年4月21日每小時603公里的最高速度。
2008年10月，JR東海將1990年代所進行的地形暨地質探勘結果製成報告書，上交給國土交通大臣金子一義。同年12月，JR東海開始遵照金子的指示、調查了另外四項中央新幹線的相關項目，並於2009年12月時將完成的報告書送交給國交省。2010年2月24日，國交大臣前原誠司就JR東海提出的整備計畫、營運與建設等問題，徵詢運輸政策審議會（運政審），該會在受理諮詢時，也對於長野縣路段的選線問題（3個方案）進行了方案比較，並於10月20日時選定了穿越南阿爾卑斯山脈的直線方案。
2011年5月27日，國交大臣大畠章宏正式指定JR東海為中央新幹線的營運兼建設業者，並核准了中央新幹線的整備計畫，當時估計的全線造價為9兆日圓，JR東海公司也宣布了2027年開通東京－名古屋段、2037年開通大阪延伸段的目標。2013年9月11日，時任JR東海社長山田佳臣表示其公司計畫配合2020年東京奧運，在當年先行開放山梨縣內的車站，讓訪日外賓搭乘、體驗。
2014年8月26日，JR東海依據《全幹法》，向國土交通省提出了中央新幹線的興建許可請求。10月17日，國土交通大臣太田昭宏正式批准JR東海建造中央新幹線的東京－名古屋段；太田還在記者會中強調該建設的重要性，稱其「讓三大都市圈的人員流動發生劇烈變化，並給國民生活和經濟活動帶來巨大影響」。12月17日，中央新幹線建設專案正式破土動工，並在名古屋站舉辦了安全祈願儀式。

### 圍標事件
2017年12月底，東京地檢發現得標中央新幹線總工程量近七成的的大林組、清水建設與參與投標但未得標的的另外兩大建設公司鹿島建設、大成建設（以下簡稱四社）疑似合謀抬高工程總預算，違反壟斷禁止法（即俗稱的非法圍標），因此對四社公司總部發動連續多日的搜索行動。2018年3月，東京地檢署正式起訴四社相關負責人，起訴書指四社於2014年4月到2015年8月間，合謀推高中央新幹線品川車站、名古屋車站以及相關軌道增、改建等建設標案的投標價格。大林組與清水建設因為迅速認罪，獲得簡易判決，僅受到罰金處分（大林2億日元、清水1.8億日元），鹿島建設與大成建設主張無罪，進入正式辯論程序。
除刑事訴訟外，在行政罰則方面，大林組與清水建設因違反壟斷禁止法而被公平交易委員會命令補繳稅金（標得公共工程而獲得的稅金減免，大林組31億1839萬日元、清水建設12億331萬日元），四社也均被命令執行「排除措置命令」（提出防範機制，在董事會上通過正式的決議並公告周知，以杜絕再犯可能）。
2021年3月1日，東京地方裁判所判決大成建設原常務大川孝和鹿島建設原部長大澤一郎有罪，均被判處有期徒刑1年6個月，緩刑3年，並將兩家公司同時作為法人，處以2.5億日元的罰款（根據兩罰規定，實際罰金為3億日元）。

### 意外與事故
- 2021年10月27日晚間，中央新幹線位於岐阜縣中津川市瀨戶的瀨戶隧道施工現場發生坍塌意外，造成現場施工人員1死1傷。[34]

### 最近發展

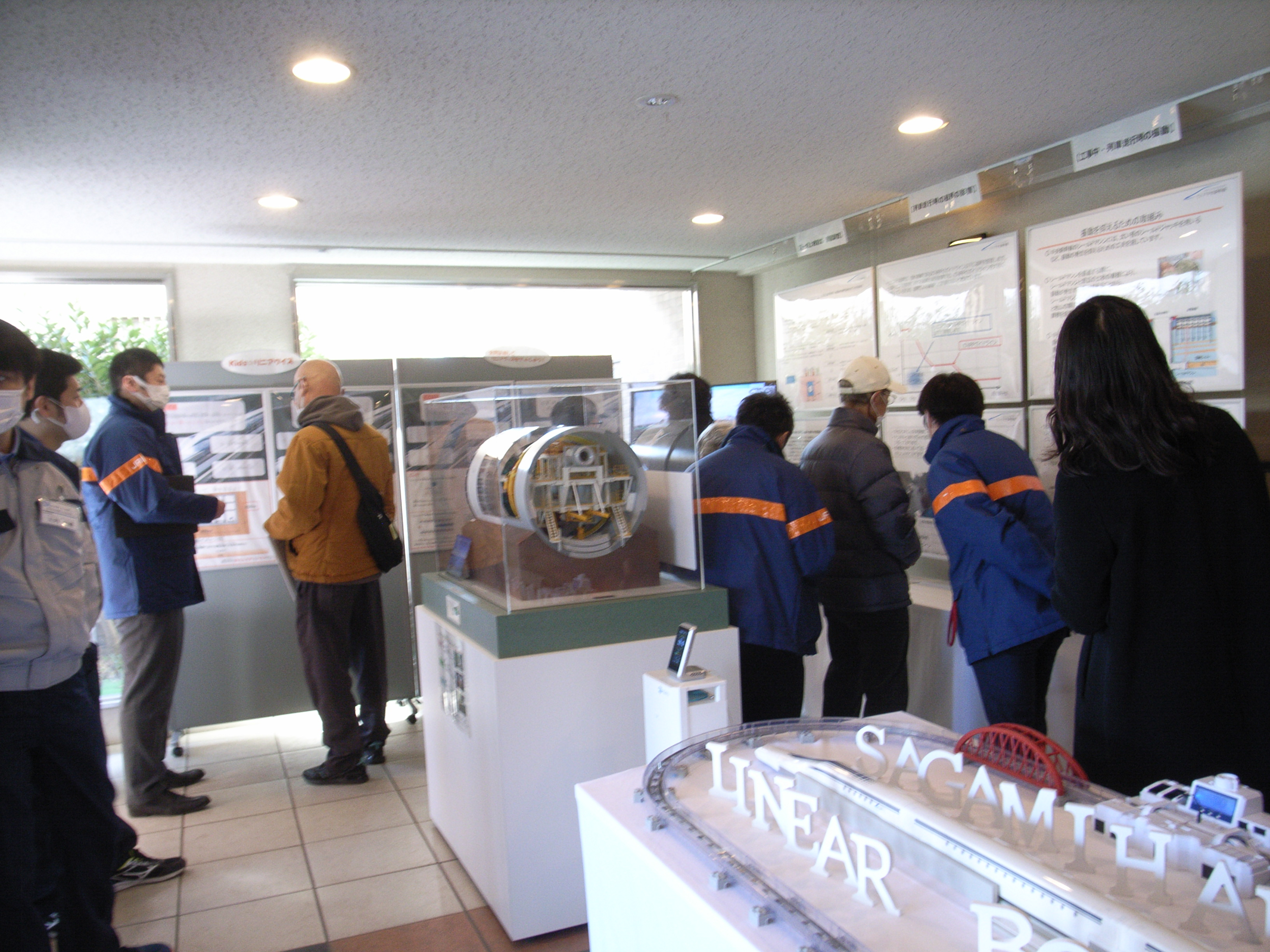
相模原線性展台

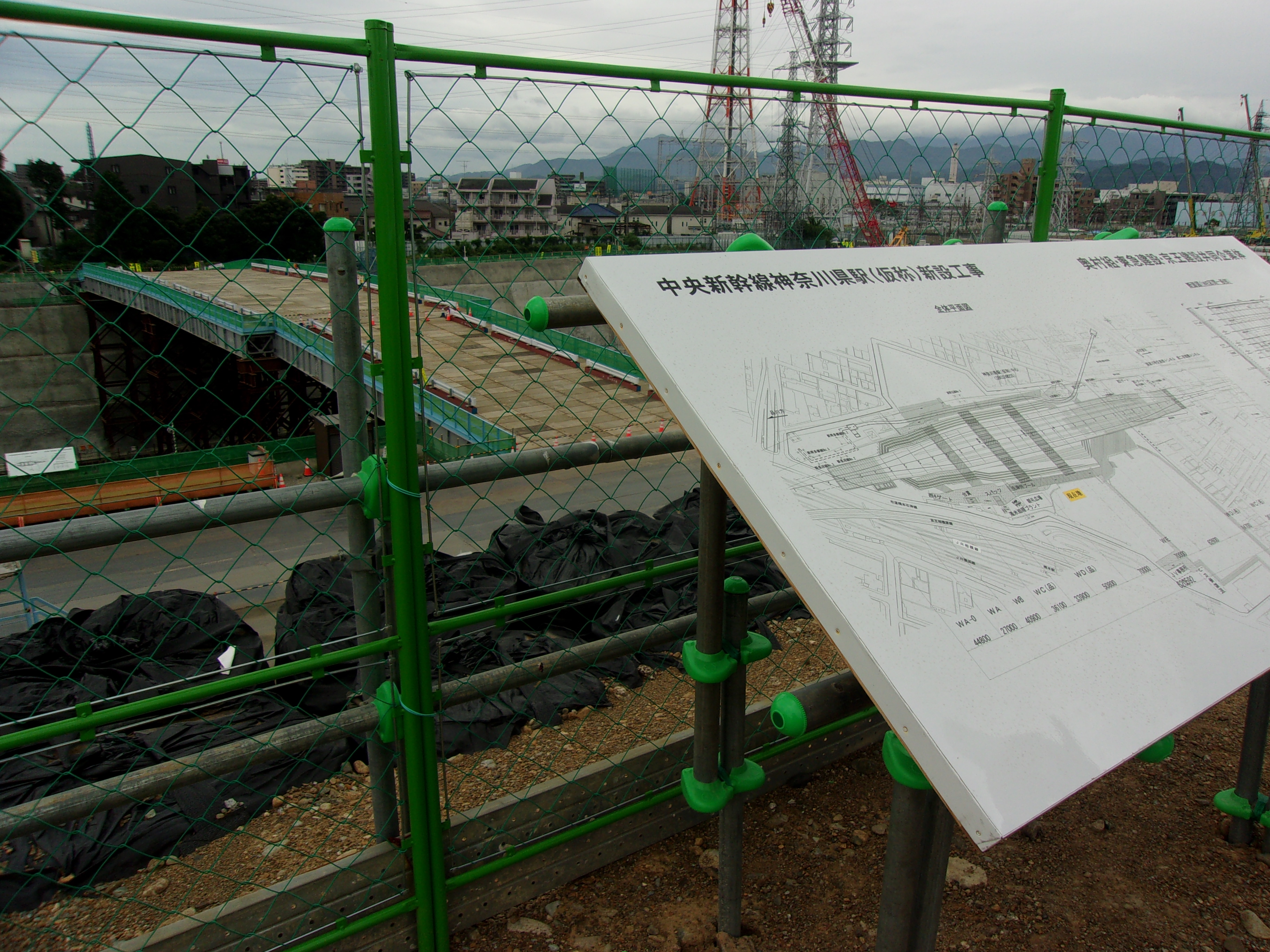
相模原線性廣場

2022年1月30日，神奈川縣站（暫名）所在的相模原市橋本站附近開設了展覽和解說設施“相模原線性展台”，以加深沿線居民對中央新幹線隧道挖掘工作的了解。
2023年6月17日，「相模原線性廣場」向公眾開放，讓公眾了解該站的施工狀況。從堆放施工土的高地上，可以俯視車站建設所開挖的豎井。
2023年12月5日，奈良縣環境影響評估開始。三重縣的評估亦於翌日開始。
2024年3月25日：JR東海與相模原市合作，於將成為地下車站的神奈川縣站（暫名）地面部分開設了創新創造促進基地“FUN+TECH LABO”。該站週邊地區是橋本站市區更新緊急整備地域中最重要的區域，是中央新幹線開通後以車站為中心的城市規劃的第一個核心設施。此外，一些建築構件是由報廢的東海道新幹線 N700 系列車輛的回收材料製成的。
2024年3月29日：JR東海總裁丹羽俊介表示，靜岡建設區無法啟動隧道建設，由於靜岡建設區是品川和名古屋之間路段通車的關鍵因素，該公司已放棄該路段於2027年開通的目標。同年4月4日：JR東海宣布長野縣和山梨縣的建設工作出現延遲，預計在 2031 年完成山梨縣站和長野縣飯田市座光寺高架橋的建設工程。這與不批准靜岡建設區動工的靜岡縣知事川勝平太因發表不當言論而辭職無關。JR東海曾表示，靜岡建設區的工程需時大約10年，即使現在（2024年）可以開工，也要到2034年才能開業。
2024年5月14日：JR東海宣布，在正進行隧道挖掘工作的岐阜縣瑞浪市，發現14口井和水庫出現水位降低或乾涸。該公司於同月16日宣布，由於該情況可能因隧道開挖而產生，該公司亦沒有在當地進行其他影響地下水的施工工作，因此隧道開挖將暫時停止，並進行鑽孔測量。

## 路線及車站
中央新幹線東起東京的品川站，向西行經神奈川縣、山梨縣、長野縣和岐阜縣，到達名古屋，途中分別在神奈川的相模原市、山梨的甲府市、長野的飯田市與岐阜的中津川市设站。東京至名古屋的路段約286公里，為了減少噪音和解决用地問題，此段86%的路軌位於地下，地上路段僅40公里，並在東名阪等三大都市圈的路段使用大深度地下的方式貫通。兩大端點站也都深入地下，東京端的品川站深達地下40公尺，長寬各約為1,000公尺及60公尺，名古屋站則深約30公尺。

### 車站
| 站名                          | 營業距離 | 換乘路線 | 所在地                                         | 位置                                                  |
| ----------------------------- | -------- | --- | ---------------------------------------------- | ----------------------------------------------------- |
| 品川站                        | 0.0      | JR東海： 東海道新幹線 JR東日本： 東海道線 京濱東北線 山手線 橫須賀·總武快速線 宇都宮線 高崎線 常磐線 京急： 京急本線                                                         | 東京都港區港南二丁目                           | 35°37′50″N 139°44′28.9″E / 35.63056°N 139.741361°E    |
| 神奈川縣站（暫稱） （橋本站） |          | JR東日本： 橫濱線、相模線 京王電鐵： 相模原線 | 神奈川縣相模原市 綠區橋本                      | 35°35′35.3″N 139°20′42.2″E / 35.593139°N 139.345056°E |
| 山梨縣站（暫稱）              |          | BRT （暫無計劃直接接駁JR東海的 身延線） | 山梨縣甲府市 大津町字入田                      | 35°36′19″N 138°33′41.6″E / 35.60528°N 138.561556°E    |
| 長野縣站（暫稱）              |          | JR東海： 飯田線（伊那上鄉站－元善光寺站间，计划设置新站） | 長野縣飯田市 上郷飯沼                          | 35°31′36″N 137°51′9.1″E / 35.52667°N 137.852528°E     |
| 岐阜縣站（暫稱）              |          | JR東海： 中央本線（最近的車站為美乃坂本站） | 岐阜縣中津川市 千旦林字坂本 （美乃坂本站附近） | 35°28′47.2″N 137°26′51″E / 35.479778°N 137.44750°E    |
| 名古屋站                      | 285.6    | JR東海： 東海道新幹線、 東海道本線、 中央本線、 關西本線 名古屋臨海高速鐵道：西名古屋港線 名古屋市營地下鐵： 東山線、 櫻通線 名古屋鐵道： 名古屋本線 近畿日本鐵道： 名古屋線 | 愛知縣名古屋市 中村區名驛                      | 35°10′19.7″N 136°52′52.2″E / 35.172139°N 136.881167°E |
| 三重縣站（暫稱）              |          | | 三重縣龜山市                                   | 34°51′01.1″N 136°27′01.6″E / 34.850306°N 136.450444°E |
| 奈良縣站（暫稱）              |          | | 奈良縣奈良市附近                               | 34°42′38.5″N 135°48′37.6″E / 34.710694°N 135.810444°E |
| 新大阪站                      | 438.0    | JR東海： 東海道新幹線 JR西日本： 山陽新幹線、 JR京都線（JR-A46）、 大阪東線（JR-F02） 大阪市高速電氣軌道： 御堂筋線（M13）                                                   | 大阪府大阪市 淀川區                            | 34°44′02.6″N 135°30′06.5″E / 34.734056°N 135.501806°E |

### 選線爭議

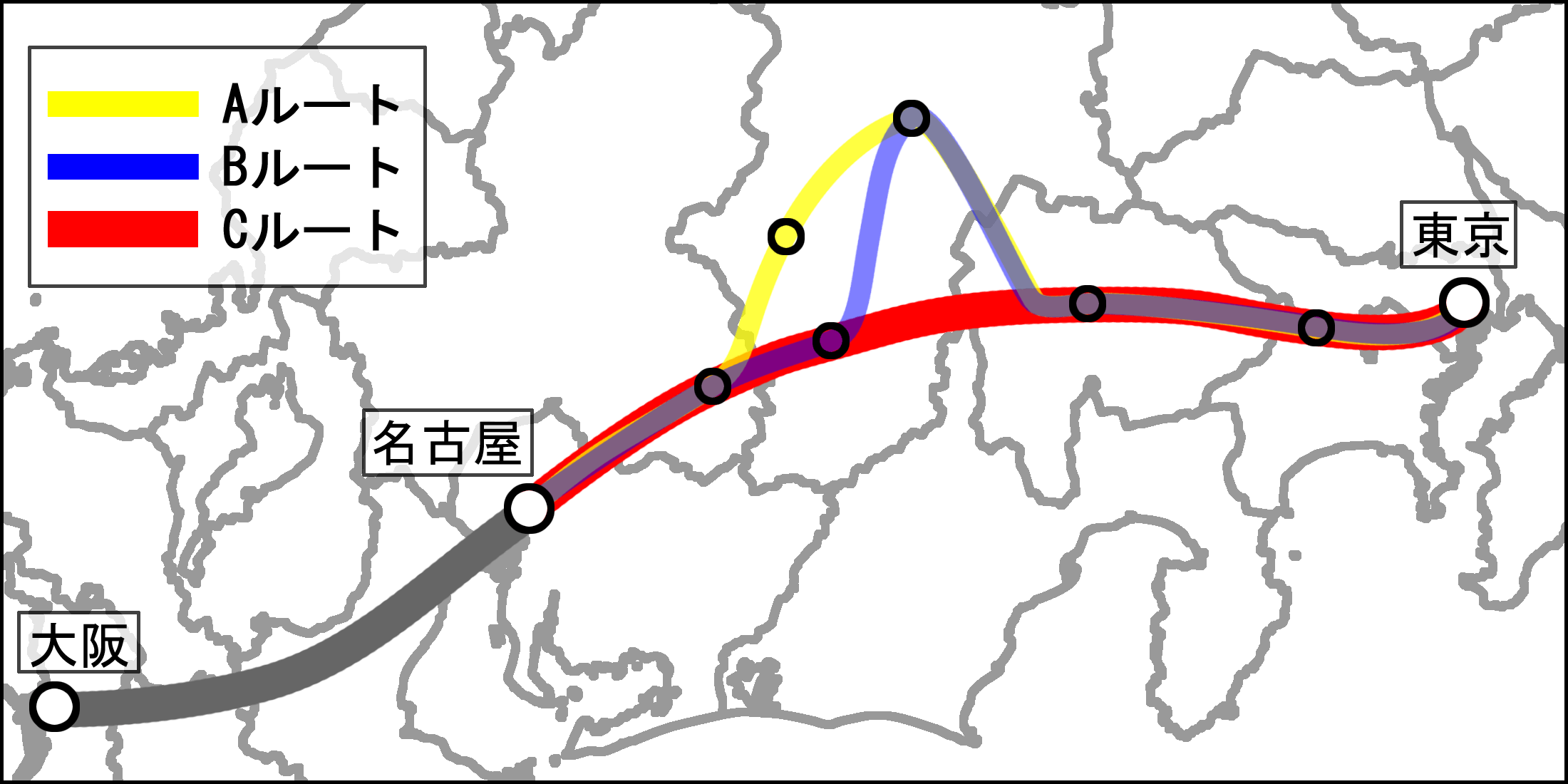
中央新幹線長野段三方案比較圖

中央新幹線在東京至名古屋中間、山梨實驗線以西的路段需要通過日本阿爾卑斯山脈地區。然而JR東海無法就選線問題與該路段所屬的地方政府——長野縣獲得共識。在JR東海於2009年12月送交國土交通省的調查報告書中，總共列出了3條線路，分別為JR東海方面自己倡議的、直接貫穿赤石山脈（南阿爾卑斯）的「C路線」（Cルート），另外兩條則是長野縣府以促進縣內經濟為由而提出的北彎方案，其中的「A路線」行經木曾谷和木曾福島，「B路線」行經伊那谷及飯田。伊那谷的B路線拉的最長，使東京至名古屋的軌道距離增為346公里、車程47分鐘、造价5.74兆日圓；A路線的數據則為334公里、46分鐘及5.63兆日圓，均超過JR東海提出的C路線。2010年10月20日，運政審正式宣布JR東海的C方案勝出，並表示該方案的成本效益為1.51，而行經伊那谷的B方案僅為1.21。
| 方案  | 走線                   | 長度 （公里） | 造價 （日圓） | 行駛時間 （東京－名古屋） |
| ----- | ---------------------- | ------------- | ------------- | ------------------------- |
| A路線 | 木曾谷                 | 334           | 5.63兆        | 46分鐘                    |
| B路線 | 伊那谷（經伊那、飯田） | 346           | 5.74兆        | 47分鐘                    |
| C路線 | 南阿爾卑斯（赤石山脈） | 286           | 5.10兆        | 40分鐘                    |

名古屋至大阪之間的中央新幹線也在選線上遭遇過爭議。原始規劃中的該線是預定通過尚無新幹線的奈良並設置車站，但已有東海道新幹線服務的京都亦將磁浮高鐵視為攸關地方觀光振興的重點建設。2012年初，京都的政商界一起向日本中央政府和JR東海爭取改線，京都府及京都市市府亦於同年2月上呈一份報告書給中央，內文指出京都在觀光客數量及主辦展覽次數上均高於奈良，JR東海於兩週後強調進一步的規劃仍將遵照原有構思，還表示中央新幹線無法同時在京都和奈良設站。2013年11月，奈良縣知事荒井正吾宣布他已從太田國交大臣方面獲得證實，確認國交省打算選擇奈良設站，而未採納京都府市兩方的改線要求。

## 列車基地

### 關東基地
關東車輛基地（暫定名稱）將設立在神奈川縣相模原市綠區鳥谷附近，位於神奈川縣站（暫定名）名古屋站方向的一側。

### 中部綜合基地
中部綜合車輛所（暫定名）將設立在在岐阜縣中津川市，位於岐阜縣站（暫定名）品川站方向的一側。

## 技術與工程

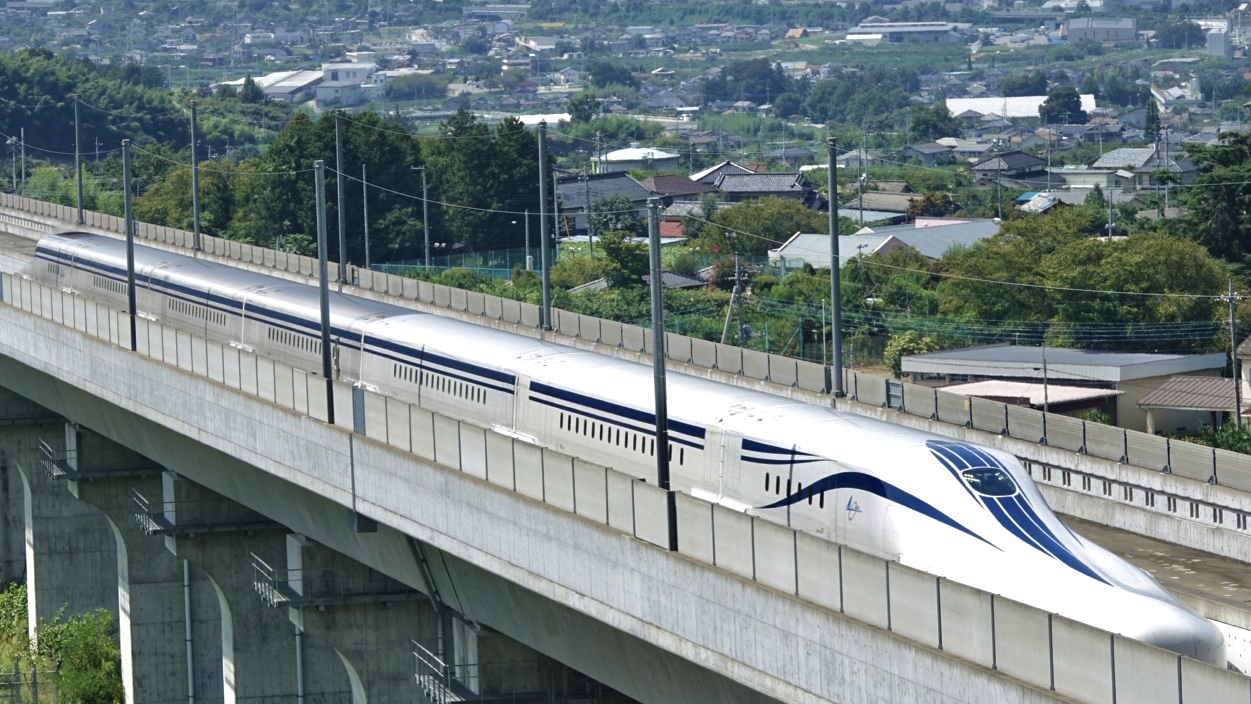
用於中央新幹線的改良型L0系高速列車

中央新幹線採用的列車為L0系高速列車，是由山梨實驗線上測試的MLX01型磁浮列車衍生而來，其型號中的「L」和「0」分別取自「線性馬達」（Linear）和「零排放」。該款列車利用超導體和冷卻系統提供磁力，與路軌的線圈所形成的磁場產生相斥，使車體懸浮於軌道之上10公分處，因而可以超高速運行，並由於兩個磁場的作用力達到平衡、而使高度維持固定。除此之外，L0系列車的首、末節車廂具有15公尺長的車鼻、可進一步地縮小空氣阻力。
中央新幹線在設計上，一部分的用途是於天災造成東海道新幹線損害時，充當替代用的運輸管道，並以早期地震警報系統、混凝土製防雨和防雪構造物來強化抗災能力。此外，中央新幹線在建造時，預計會因為隧道挖掘而使產生的廢土達到5,680萬立方公尺，若計入挖出的岩石和泥沙，則可達到6,234萬立方公尺。在南阿爾卑斯山地區，25公里長的中央新幹線隧道就預計會產生950萬立方公尺的廢土。
另一方面，中央新幹線也存在有耗電問題，因為磁浮鐵路所需的電力為東海道新幹線的3倍。在尖峰時段，中央新幹線全線所需電量有27萬千瓦，而其最高行車速度為一般新幹線列車的1.7倍。以每趟列車的營運用電量而言，中央新幹線的數據約3.5萬千瓦·时，超越東海道新幹線各班列車所需的1萬千瓦·时。JR東海前社長山田曾表示用電問題將會透過技術革新而逐步獲得解決。

## 計劃經過的自治體

### 東京站-名古屋站區間
- 東京都
  - 品川區 - 大田區 - 目黒區 - 世田谷區
- 神奈川縣
  - 川崎市（中原區 - 高津區 - 宮前區 - 麻生區）
- 東京都
  - 町田市
- 神奈川縣
  - 相模原市（中央區 - 綠區）
- 山梨縣
  - 上野原市 - 都留市 - 大月市 - 都留市 - 大月市 - 笛吹市 - 甲府市 - 中央市 - 南阿爾卑斯市 - 南巨摩郡富士川町 - 南巨摩郡早川町
- 静岡縣
  - 静岡市（葵區）
- 長野縣
  - 下伊那郡大鹿村 - 下伊那郡豐丘村 - 飯田市 - 下伊那郡阿智村 - 木曾郡南木曾町
- 岐阜縣
  - 中津川市 - 恵那市 - 瑞浪市 - 可兒郡御嵩町 - 可兒市 - 多治見市
- 愛知縣
  - 春日井市 - 名古屋市（守山區 - 北區 - 東區 - 中區 - 西區 - 中村區 ）

### 名古屋站-新大阪站區間
名古屋站-新大阪站之間的路線尚未確定。
- 愛知縣
  - 名古屋市（中村區）
- 三重縣
  - 龜山市
- 京都府或奈良縣
- 大阪府
  - 大阪市（淀川區）

## 實行動態

### 磁懸浮中央新幹線建設促進奮進同盟会
1979年，9個都府縣（參加的自治體有東京都、神奈川縣、山梨縣、長野縣、岐阜縣、愛知縣、三重縣、奈良縣、大阪府）成立了“中央新幹線建設推進同盟會”。 之後，該會於1988年及2009年先後更名為“線性中央特急建設推進同盟會”和現在的“線性中央新幹線建設推進同盟會”。 為早日實現中央新幹線，該會積極開展宣傳啟發活動、調查和請求活動，並每年召開一次全體大會。 秘書處設在愛知縣地區振興部交通管理科，由愛知縣知事大村英明擔任主席。
此外，除東京都以外的八個府縣有“線性中央新幹線建設促進XX縣同盟會”（其中XX是縣名）。此外，長野縣亦有“線性中央新幹線建設促進長野縣協議會”，大阪府則有“線性中央新幹線建設促進大阪協議會”）成立。

### 國會議員聯盟
國會議員聯盟包括由兩黨組成的線性中央新幹線建設促進國會議員聯盟（1988年成立，2008年更名）、線性中央新幹線建設促進國會議員聯盟（ 1978年由自民黨成立，2008年更名），以及由民主黨成立的“民主黨線性中央新幹線推進議員聯盟”（2008年成立）。

### JR東海公司
擁有東海道新幹線的JR東海自成立以來一直積極從事磁浮建設，並於1987年7月成立了內部磁浮工作組。
1990 年 2 月，時任運輸大臣指示 JR 東海和日本鐵路建設公共公司對全線進行地形和地質調查，以確定中央新幹線的開發計劃。 JR 東海稱中央新幹線為“中央直線快車”，並為其建設開展宣傳活動，例如在東海道新幹線的主要車站展示磁懸浮列車的全尺寸模型。
不過，當時JR東海積極參與磁懸浮列車的建設，而負責東京都市區常規線路和中央東線的JR東日本則表示質疑。
此後，東海道新幹線實施了增加運力的措施，例如設立品川站，加上之後泡沫經濟爆破，東海道新幹線的運輸量達到高峰後回落，使該線的運輸供需緊張情況於更遠的將來才會出現。這使JR東海的動作一度放緩。 但隨著經濟的複蘇，2003年東海道新幹線運輸量又開始增加，JR東海再次著手建設採用磁浮系統的中央新幹線。
在2005年日本國際博覽會上，JR東海展出了“超導磁懸浮館”。 實際的 MLX01-1 列車在會場展出，參觀者可以實際進入列車，會場亦有一個關於直線電機的展館）。
2006年9月25日，JR東海宣布將以自有資金3550億日元投資建設山梨縣磁懸浮試驗線未建設路段，並按原計劃延長至42.8公里。 同時，除了引入在過去的實驗基礎上提高經濟性和耐久性的設備外，還將全面更新設施，設置接近實用、假定軌道位於地下深處的長列車。 該計劃於2007年獲得國土交通省批准，擴建工程於2008年5月30日開始。
2007 年 4 月 26 日，東海道新幹線運輸量創歷史新高。2006 財政年度業績摘要公佈時，JR東海宣布了自己的倡議，即開發連接東京都心、首都圈、中部地區和關西地區的東海道新幹線替代路線。作為促進和實現基地的第一階段，制定了一項政策，旨在於 2025 年在首都圈-中部地區開始商業運營使用直線電機的中央新幹線。因此，JR東海決定開始研究具體的建設方案、路線和建設成本。
2007年10月16日，JR東海宣布，估計總建設成本（包括購買東京和名古屋之間土地的費用）為4萬億至6萬億日元。 假設東京和名古屋之間的最短距離為280公里，每公里的平均建設成本估計為150億至200億日元。 此外，山梨縣至長野縣區間在南阿爾卑斯山區（赤石山脈）開鑿隧道的計劃已經啟動，並開始了可行性研究。
2007年10月23日，JR東海決定在南阿爾卑斯附近進行地形地質調查。 目的是探索在南阿爾卑斯山為中央新幹線修建隧道的可能性。 直線型中央快車建設推進協會製作的中央新幹線的路線示意圖中，為了避開長野縣的南阿爾卑斯山而畫了一條曲線，所以如果按照這個示意圖建造的話，假設時間上會有損失。 如果在南阿爾卑斯山修建隧道的話，路線幾乎是筆直的，行進的距離也較短，因此所需時間比建設推進會設想的路線要短。 隨著隧道的建設，預計建設成本會上升，但 JR 東海表示，與在穿過諏訪地區的 B 路線上建設相比，土地徵用成本將更低。 中央自動車道原計劃以類似路線從東京穿過南阿爾卑斯山到達愛知縣，現在的中央自動車道富士吉田線是舊計劃的先期建設部分。
2007 年 12 月 25 日，JR 東海宣布將在東京都市區和中部地區之間修建中央新幹線，並使用超導磁懸浮系統，作為東海道新幹線的替代路線。 線路全長約290公里，工程總造價約5.1萬億日元，具體融資方式尚未確定。
2007 年 12 月 28 日，JR 東海將迄今為止被指定為“首都圈”的中央新幹線的目的地縮小到三個車站：東京站、品川站和新橫濱站，事實上《中部地區》透露，目的地預計是名古屋站。 還表明，這是為了通過與現有的東海道新幹線連接並允許乘客輕鬆地在東海道新幹線和中央新幹線之間進行選擇來增加便利性。 據時事通訊社報導，在東京都圈的候選車站中，最有可能的是作為東海道新幹線等主要線路起點的東京站，或者JR東海正在努力打造的品川站。
2008年1月23日，日本共同社採訪時任JR東海社長松本雅之。 松本社長在接受采訪時表示，中央新幹線開通後，計劃增加現有東海道新幹線的停靠點，使其與中央新幹線區別開來，成為一條以生活為導向的鐵路線。 中央新幹線將中央新幹線定位為城市間的超高速專線，並承擔現行“希望號”列車的角色，中央新幹線將能夠增加其停靠的車站數量，預計提高沿線便利性。
2008年2月20日，時任JR東海會長的葛西嘉之在東京發表演講，表示中央新幹線的票價將比東海道新幹線高出數百至數千日元。此外，他表示所有座位將是指定席，並不分“綠色”或“普通”等。
2008年7月3日，時任東海旅客鐵道株式會社（JR東海）社長的松本正之召開記者會，表示認為品川站是中央新幹線在東京都內的理想目的地。考慮到離東京市中心的距離與新幹線的銜接後，東京端車站選址縮小到東京站或品川站，而在施工難度上，東京站更難，因此總站設於品川站更為理想。
2009 年 2 月 20 日，JR 東海宣布將在 2010 年招聘 1,030 名新員工，這是有史以來的最高數字，以確保人力資源，主要是技術職位，因為建設中央新幹線所需的工作量將增加。
2009 年 6 月 18 日，JR 東海計算並公佈了考慮中的 3 條路線的路線長度和建設成本（見上一節）。 這是 2008 年 12 月在國土交通大臣金子和義的指導下估算出來的。
2009 年 9 月 27 日，日本經濟新聞報導稱“如果 JR 東海將中央新幹線延伸至大阪，總建設成本將達到 7-8 萬億日元。”。
2010年4月28日，JR東海宣布將於2027年開通東京至名古屋的中央新幹線，比原計劃晚了兩年。 由於經濟放緩，東海道新幹線的使用量下降，JR東海對未來的資助計劃進行了審查。
2011 年 5 月 20 日，國土交通大臣任命 JR 東海為中央新幹線的運營商和建設實體。 同年5月27日，國土交通大臣指示JR東海建設中央新幹線。
2011年5月30日，JR東海首次宣布，考慮到與山陽新幹線的便利性，將中央新幹線的大阪站改為現在的新大阪站。

### 中央磁懸浮新幹線基本方案研究会議
2004年，国土交通省铁道局局长的私人咨询机构“中央新干线基本方案审查委员会”公布了基于2000年数据的计算结果。

#### 工程的預定条件：東京-大阪
- 建設週期為7至10年。
- 全長約500公里，其中約60%為隧道，東京、名古屋、大阪地區約100公里路段位於地下深處。
- 共設置9個車站，沿線9個都道府縣（東京、神奈川、山梨、長野、岐阜、愛知、三重、奈良、大阪）各1個車站。
- 每公里的建設成本約為170億至180億日圓。
- 總建設成本約為7.7兆至9.2兆日圓。
- 每輛磁浮列車造價約8億日圓。
- 每小時10次往返，因此大約需要800至900輛車輛。
- 磁浮列車總成本約6400億至7200億日圓。

#### 客運預測（假設中央新幹線於2020年營運）
- 假設經濟成長率有三種模式：0%、1%和2%。
- 票價水準假定為 15,000 至 17,000 日圓（根據 2004 年公告，東京站和新大阪站之間的希望號列車票價通常為 14,050 日圓）。
- 客運量需求預測值
  - 中央新幹線為254至345億人公里。
  - 東海道新幹線為203至238億人公里（2000年實際397億人公里，2006年實際445億人公里）
  - 中央新幹線+東海道新幹線總數為457至583億人公里。
  - 整體需求量是2000年（平成12年）的1.24至1.44倍。

若不興建中央新幹線，僅東海道新幹線的預計需求量為390億至433億人公里。

#### 超級大都市帶構想研究會議
在《國土形成計畫》（2015年內閣決定）中，預計中央新幹線將形成一個超級區域，並需要努力最大限度地發揮其影響，並從2017年9月22日起在全國範圍內推廣。交通省國家土地政策局一直在進行“超級大都市帶構想研究會議”，以便為國家政府、地方政府和經濟組織制定願景。

## 建造方面的問題

### 建設資金
根據「直線中央高速建設推進聯盟」估計，中央新幹線經濟效應將高達21兆日圓。雖然尚不清楚將籌集多少資金，但總投資約為8.3兆日圓至9.9兆日圓，但預計東海道新幹線設施購買費用的支付將在2017年基本完成。此外，為了降低建造成本，山梨磁浮實驗線計劃在擴建工程的同時安裝和展示設計更經濟的軌道和車站設備。
JR東海宣布計畫利用超導磁浮系統在東京都區和中部地區之間建設一條東海道新幹線繞行線路，但中間站除外，地方政府將承擔建設費用。專案成本中約3兆日圓透過財政融資向日本政府借款（年利率超過0.8%）。然而，如果因靜岡縣反對開始隧道建設而導致2027年（令和9年）品川-名古屋的通車被推遲，收入的損失以及利息和設備的負擔每年都會發生。

### 營運公司
東海道新幹線創造了當時JR東海公司 85% 的收入，但該線經常因為設備更新工程而需要長時間暫停運轉。因此JR東海自成立之初就致力於建設中央新幹線，並將中央新幹線定位為東海道新幹線的替代路線。
1988年，JR東海集團提議由JR東海承擔山梨試驗線的建設費用，但前提是自己獨力營運中央新幹線，由此引發了JR集團內部的矛盾，特別是在東京地區有競爭關係的JR東日本強烈反對，稱「JR東海的主導地位沒有得到承認」。JR東海在不考慮中央新幹線對JR東日本和JR西日本常規線路影響的情況下，試圖壟斷中央新幹線營運的做法遭到猛烈抨擊。
據報道，1989年3月，JR東海、JR東日本、JR西日本和交通部的高層舉行了一次秘密會議。根據《朝日新聞》報道，“JR 東海將集中管理中央新幹線”，“東京和甲府之間以及大阪和奈良之間的傳統線路收入減少的影響將由各公司分攤。”
同年12月4日，時任交通運輸大臣江藤高見在記者會上表示，JR三大公司對JR東海集中管理中央磁浮列車的協議沒有異議，JR東海將承擔中央磁浮列車的建設費用，以及山梨實驗線的建設費用。JR東海表示，其承擔實驗線建設費用的假設是其能夠成為直線鐵路的主要管理者。1990年6月8日，交通省指示JR東海編製山梨實驗線建設計畫。22日，交通部正式確認「JR東海將把中央新幹線與東海道新幹線整合管理」。
從交通部於1990年確認由JR東海自己經營中央新幹線後，JR東海於2007年才宣布將自有資金興建中央新幹線。但也有論點指出，根據中央新幹線的路線和車站位置，中央新幹線可能會對JR東日本常規線路的營運產生影響。

### 天氣與地形問題
由於擁有東海道新幹線關原附近受雪影響嚴重的經驗，透過開發能夠處理雪區路段除雪和融雪的軌道設備和車輛結構，中央新幹線沿線的雪害問題將得以解決。由於中央新幹線將建在山區，因此開發了使用超導線性系統的防雪技術。在日本國有鐵道時代，北海道千歲地區安裝了模仿中央新幹線軌道的高架結構，以測試一種可以讓雪從軌道間隙落下的結構。此外，山梨實驗線的研究重點是雪況下的行駛、除雪和設備的耐用性，中央新幹線的技術演進仍在繼續。
此外，由於路線經過赤石山脈（南阿爾卑斯山）等多座山脈，因此解決地形和地質問題也是一個問題。赤石山脈附近擬建的路線有3條：穿過長野縣木曾溪谷向南行駛的「木曾溪谷路線」、穿過同縣伊那溪谷的「伊那溪谷路線」以及穿越赤石山脈的「南阿爾卑斯路線」。從2008年開始，選擇範圍縮小到伊那溪谷路線和南阿爾卑斯路線。長野縣諏訪和上伊那地區的地方政府支持伊那谷路線，但JR東海正在考慮建設南阿爾卑斯路線，該路線將是最短的路線，並且將以長隧道穿過糸魚川大斷裂帶- 靜岡構造線，因此進行了地質調查，同年10月調查結果得出結論，如果選擇合適的施工方法，是可以建造的。
此外，根據同年10月3日和4日的中日新聞報道，C線（南阿爾卑斯山線）是最有可能的路線，而根據同月10月7日的朝日新聞[79]，JR東海公司決定以南阿爾卑斯路線建造線路，2008年12月26日，葛西會長在東京召開記者會，強調「直線路線是唯一可能的路線。」
根據2020年11月1日報道，JR東海堅持「（中央新幹線）建設工作不會影響大井川中下游水資源利用」，但靜岡縣對該說法表示否定。並要求JR 東海則表示假設施工零風險是不可能的，但會避免並減少對環境的影響。

### 車站建造位置與成本問題
JR東海計劃在興建東京至名古屋線路時，在沿線各都道府縣興建1個中間站。這條路線沿途經過四個縣：神奈川縣、山梨縣、長野縣、岐阜縣，並考慮及推使於各縣興建中間站。此外，JR東海時任社長松本雅之也表示，每個都道府縣設立一個車站較為適合。對此，時任國土交通大臣金子和義評估認為，每個都道府縣設立一個車站是合理的決定。
2009年12月11日，JR東海公佈了中間車站的建設成本估算，預計每個地上車站將耗資350億日元（綜合維護費用為460億日元），地下車站將耗資2200億日元。此外，JR東海宣布正在考慮在神奈川縣和奈良縣興建地下車站。 JR東海最初要求當地承擔建造這些中間站的全部費用，但2011年11月21日，JR東海宣布將承擔全部費用。此外，2013年5月13日，JR東海發布了中間站的地上車站的圖像，同年7月24日發布了地下車站的圖像，與現有車站相比，結構更加簡化，沒有售票處。 
東京和愛知縣之間的官方路線和詳細車站位置預計將於 2013 年秋季確定。此後，JR東海宣布將於同年9月18日公佈，並按計劃於18日公佈。

#### 東京都
從基本計畫一開始，中央新幹線起點就定在東京。 JR東海曾將東京站、品川站（皆在東京）和新橫濱站（橫濱市）列為候選出發站，但最後決定選擇品川站。選擇品川站的原因是其地下空間空曠，並考慮其與羽田機場的通達性較佳，但也與JR東海將品川站定位為東京的終點站有關。此外，東京站地下網路複雜，由JR東日本的常規線（京葉線、總武快速線、橫須賀線）和地鐵（除東京地鐵丸之內線外，東京站北側與東西線東西向交叉，南側與有樂町線、日比谷線交叉）組成，因此確定沒有可用空間。在決定設站於品川站時，有人指出，東北、上越和北陸新幹線與品川站的連接很差。隨後，JR東海宣布計劃將中央新幹線車站其設在品川站附近的南北方向，位於東海道新幹線車站和東側道路的下方。為了節省每次往返大井車輛基地的施工車輛運輸時間，施工車輛將從品川站停放在東京站附近的支線軌道上，部分材料將從品川站旁的東京軌道倉庫運入。品川站月台下方則會建立一個臨時存放建築材料和工具的區域。
關於緊急出口，2018年11月28日，品川區北品川的「北品川緊急出口」工地首次向媒體發布。

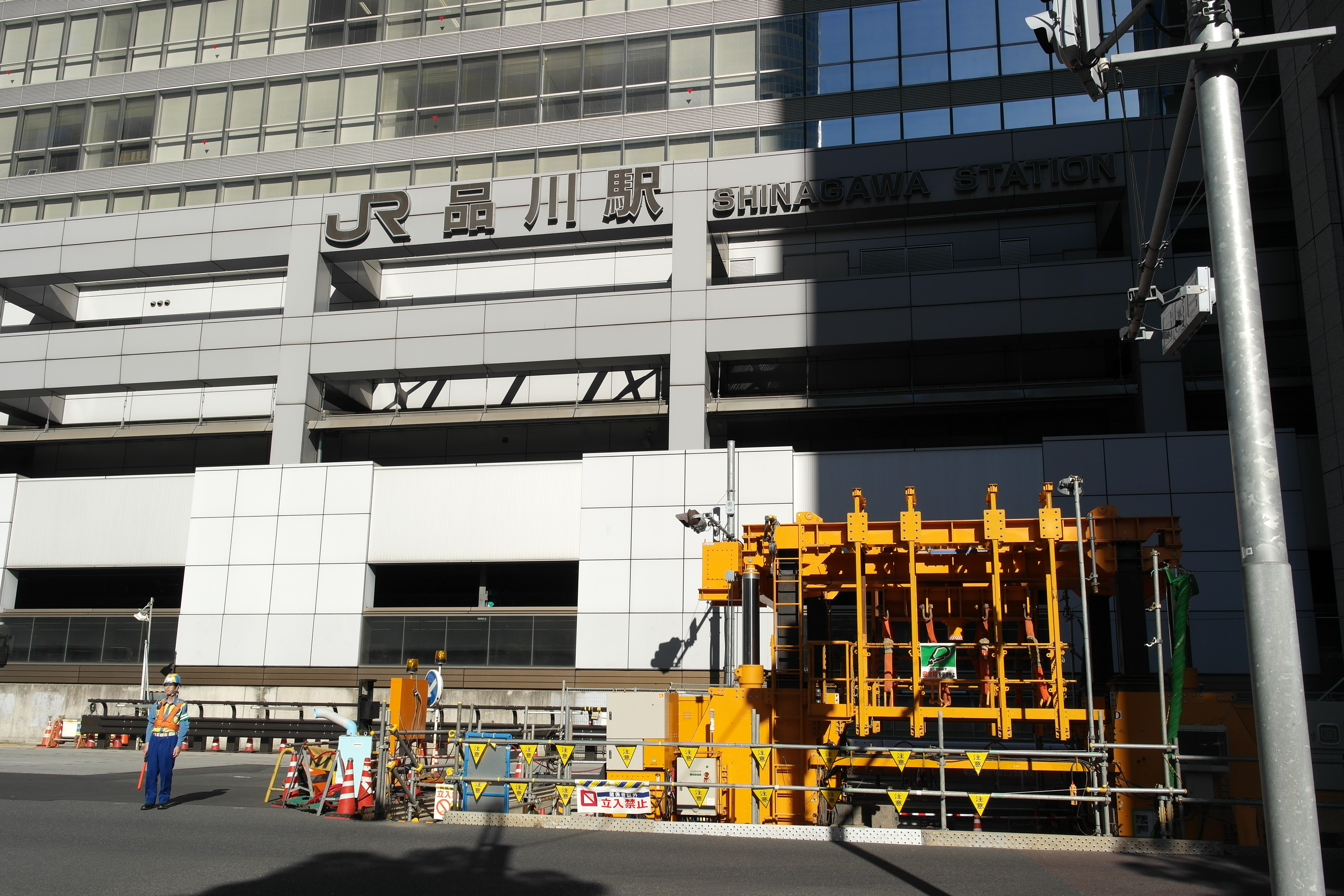
品川站港南口側之地下挖掘現場（2019年7月）
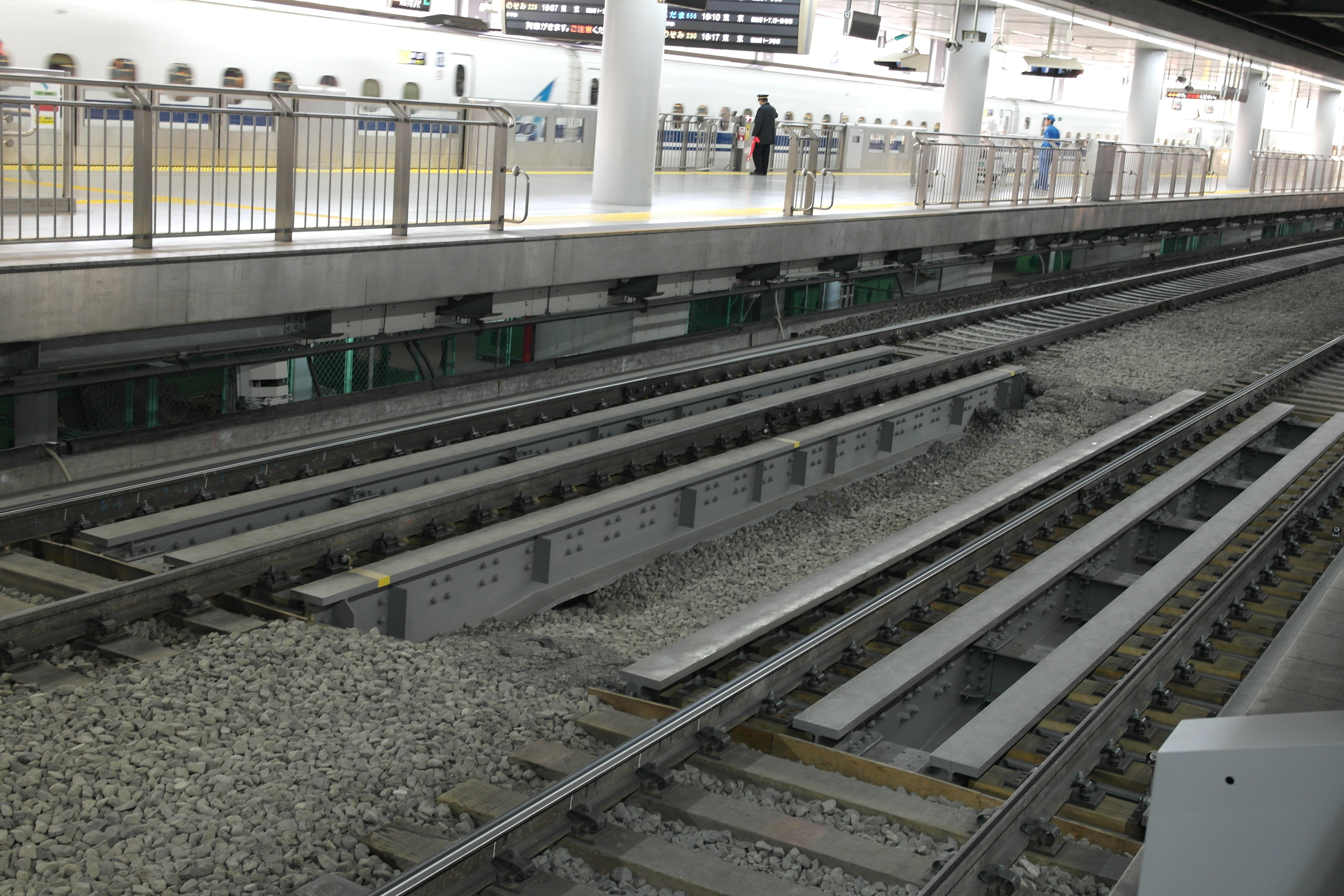
工程於東海道新幹線軌道正下方展開，因此上方的東海道新幹線軌道安裝了承托的橋樑（品川站）
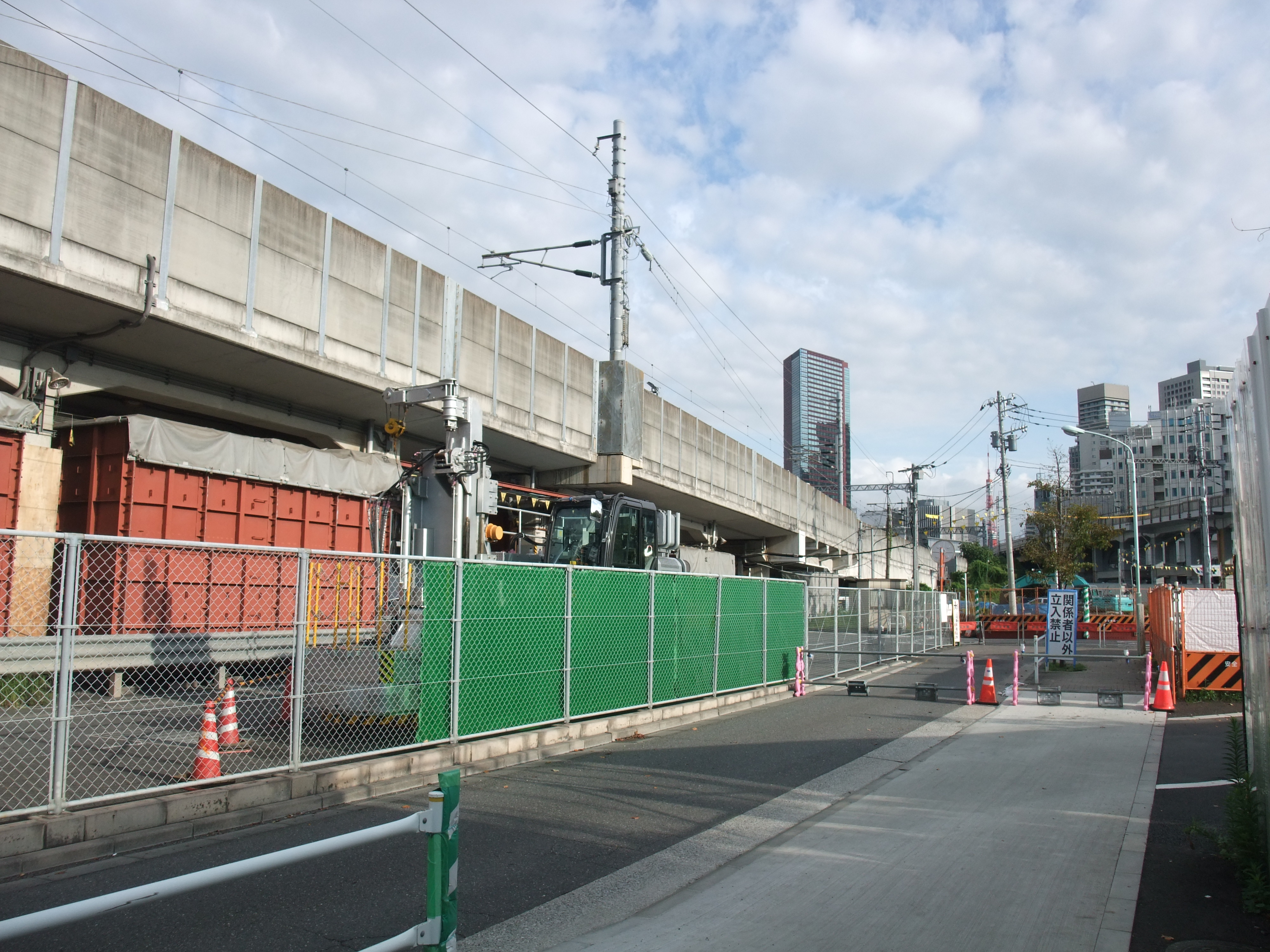
處於待機狀態的施工車輛
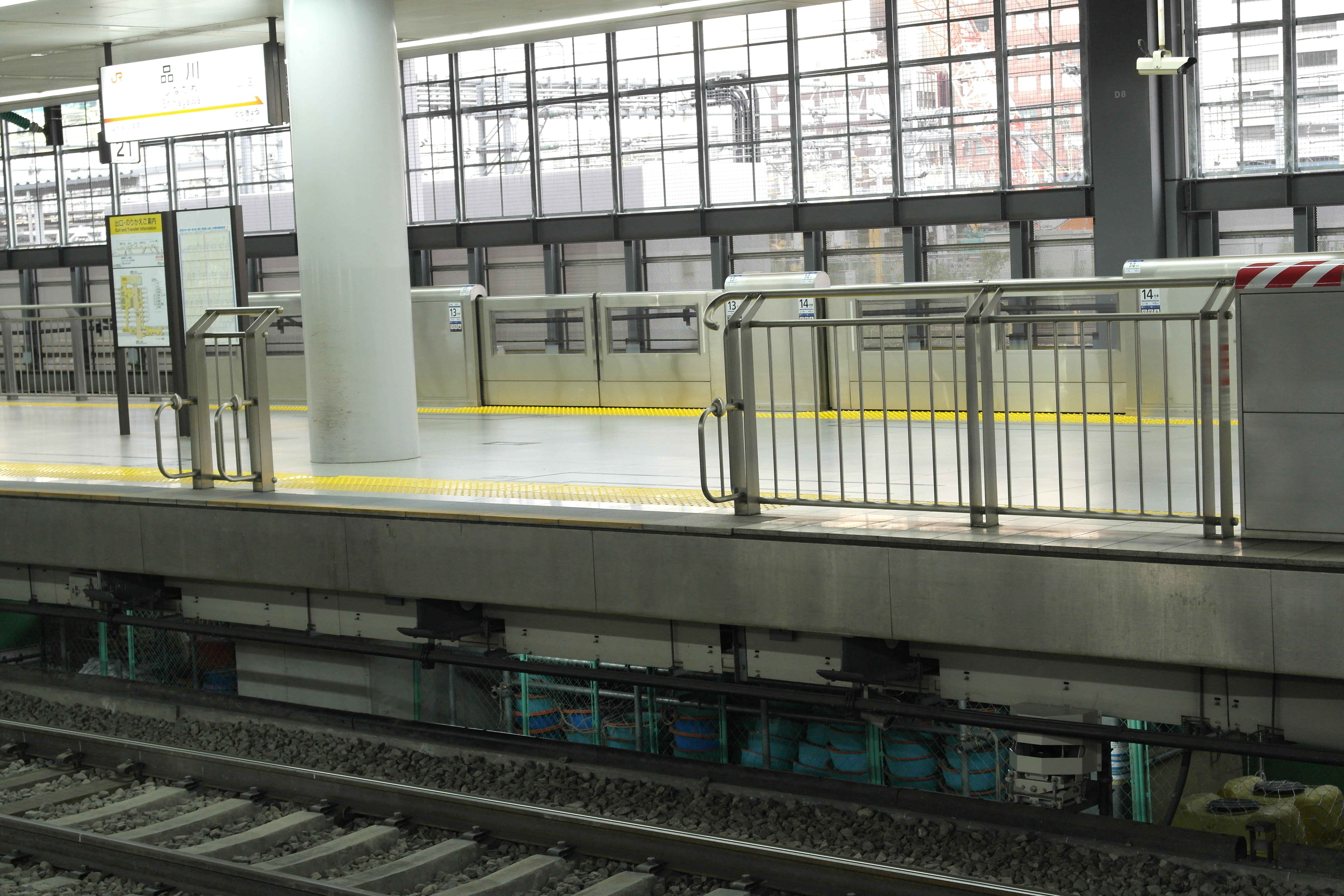
月台下方被用作儲存建築材料的位置
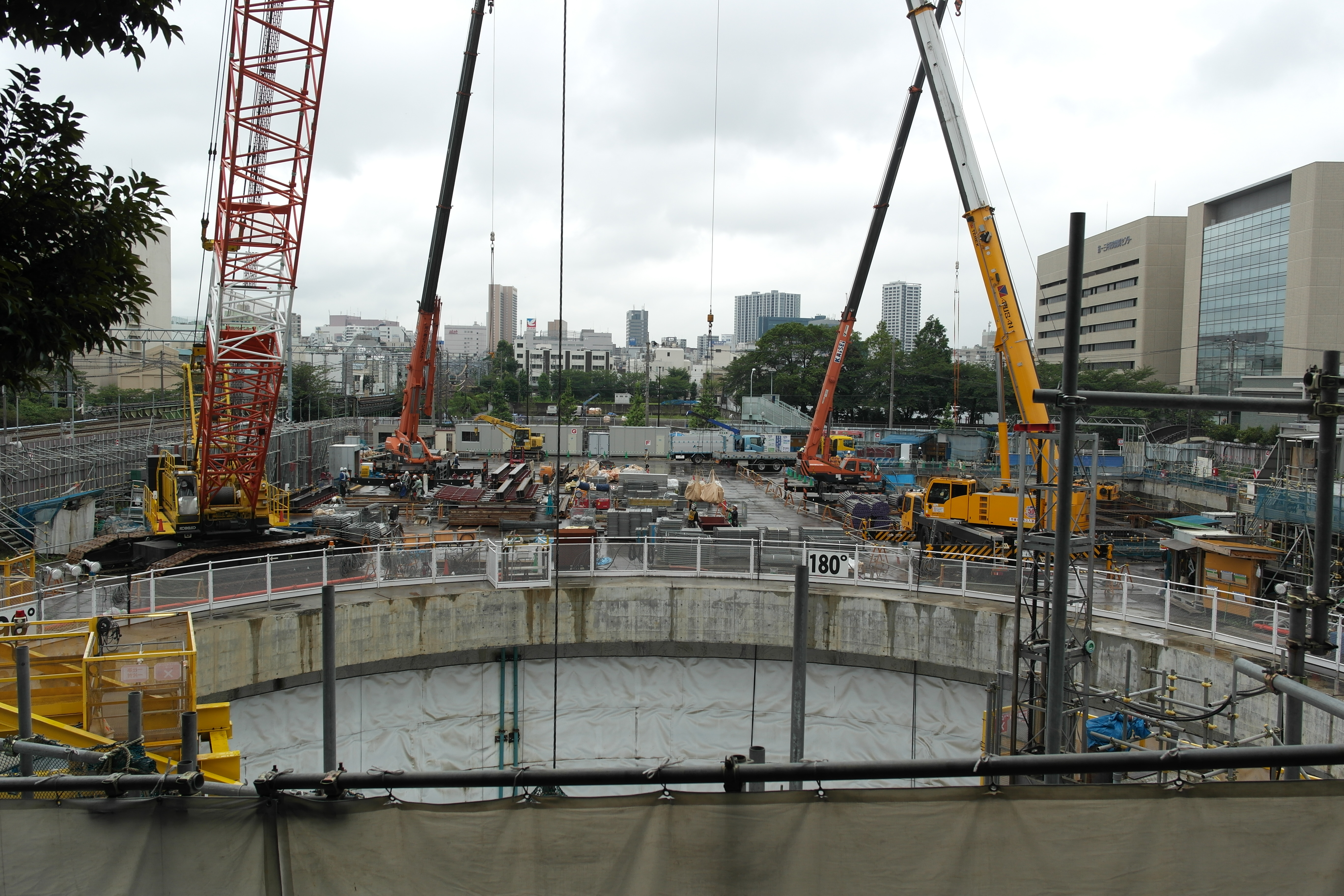
品川緊急出口工程（2019年7月）

#### 神奈川縣
在神奈川縣，中央新幹線預計將經過相模原市附近，並計劃在橋本站附近建造新車站。考慮到橋本站作為縣內「北方門戶」的概念，正在考慮以該站為終點站的相模線複線，並在相模線倉見站設立新的東海道新幹線車站。此外，神奈川縣時任知事松澤成文表示，在交通便利的橋本站設站為最好選擇。除了橋本站外，還有人呼籲延長小田急電鐵多摩線，並推展中央新幹線於相模原站設站，同時讓駐日美軍歸還相模總補給站的一部分用地。由於該案將涉及直接穿越美軍補給站下方，從安全角度來看，獲得美軍的同意是不現實的，因此該案被廢棄。
另一方面，松澤成文和相模原市長加山敏雄均表示，無法承擔當地負擔的2200億日元車站建設費用，並宣布將向國家政府提出申請。另外，橋本地區毗鄰東京，靠近八王子站和多摩新市鎮，設立車站被認為對以東京都的多摩地區大有裨益，因此若要地方政府承擔車站的建設費用的話，東京都政府都應該承擔責任。後來JR東海宣布，中央新幹線計畫在相模原市綠區設一個地下車站。毗鄰橋本站南口（綠區）的神奈川縣立相原高中，搬遷後將搬遷至位於西側約 3 公里的職業能力開發專門學校舊校區， 新校舍預計於 2019 年春季啟用。此後，相原高中舊址將被用作建造車站。相模原市政府在2016年2月的《廣域交流中心發展計畫》中也明確了這一點，並於同年3月3日做了詳細報告。

#### 山梨縣
山梨縣有四個地區提出設站：以都留市為中心的郡內地域、以笛吹市為中心的峽東地域、甲府市附近的峽中地域、市川三鄉町等峽南地域。他們表示，郡內地域可以有效利用實驗線已經安裝的月台，但也要求建造一條通往富士五湖地區的支線。峽東地域有一個用於處理磁浮試驗線建設剩餘土壤的傾倒場，因此認為於該處設站就可省下土地徵用費用。峽中地域是四個地區中距離甲府市最近的地區，具有周邊人口較多的優勢。於峽南地域設站則有利車站連繫JR身延線及中部橫斷自動車道。其中，峽南地域被認為只有當施工路線是南阿爾卑斯山路線時才具可行性。橫內正明知事表示，橫貫甲府盆地市區的A線和B線將面臨徵地困難、振動、噪音等環境問題、特急車次減少等問題。
JR東海隨後在比較和考慮四個地域後宣布計劃將山梨縣站設在峽中地域，車站位於地面以上約20米處。 2011年9月6日，由甲府市、甲斐市、中央市、昭和町市長組成的甲府地區建設推進協議會，經橫內縣知事批准在中央高速公路上建設智慧型交流道。 建議的設站地點包括：計劃設立交流道的甲府市大津町週邊，以及中央市上三條週邊、JR身延線小井川站附近。該縣將根據該建議主導縮小具體設站範圍，並規劃年內做出決定。根據NHK同年10月報導，山梨縣決定將候選地點選在甲府市大津町週邊（而非小井川站附近）。
根據JR東海2013年公佈的計劃，山梨縣站將設在甲府市大津町附近，2018年3月30日，甲府市政府公開了「甲府市城市總體規劃」（按區域劃分，包括中央新幹線車站）。然而，2019年2月就任知事的長崎光太郎表示，“如果能連接身延線（小井川站附近），10分鐘內就能到達（甲府站）”，並修改了計劃，包括位置，縣政府開始針對小井川站週邊地區及甲府市大津町週邊地區進行比較調查。 2019年10月，甲府市公佈了自己的核查結果，顯示市內大津町地區具有優勢。

#### 長野縣

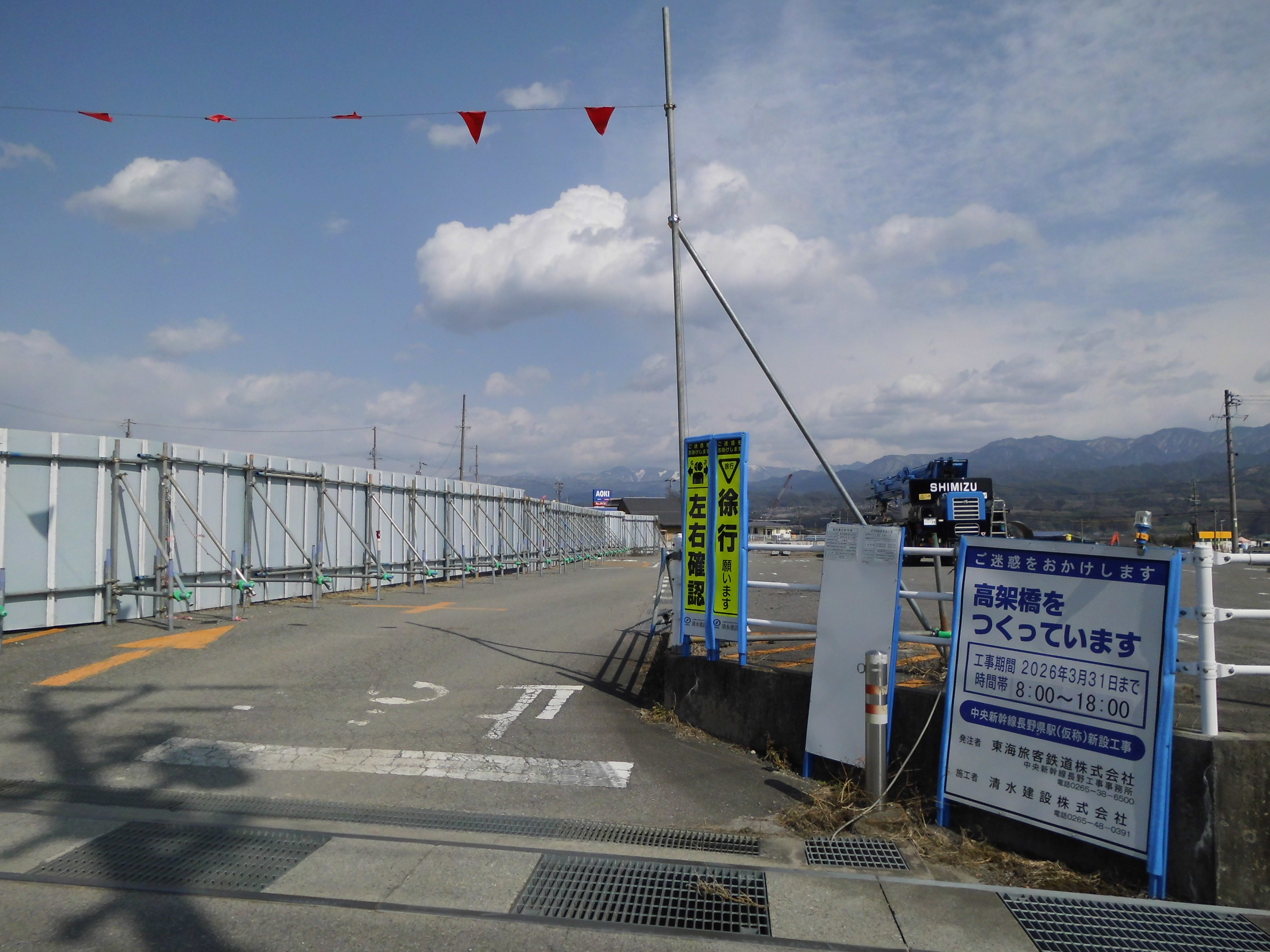
長野縣站建設工事現場（2024年3月）

在路線確定之前，新幹線在長野縣的一段以稻田谷路線（B路線）為中心，預計將惠及岡谷市、諏訪市、茅野市、松本市等中信地域以及長野縣內的其他地區。長野縣政府強烈要求建立多個車站。然而，這使得JR東海推動的南阿爾卑斯路線（C路線）計劃與一縣一站計劃發生衝突。在最壞的情況下，或需繞過長野縣作為替代計劃。此外，時任長野縣知事村井仁在2010年6月的小組委員會會議上並未提出具體路線的要求，顯示出事實上的政策變化。此外，參與路線選擇的山梨縣橫內知事也正式表示支持C計畫，進一步增強了C計畫的現實性。如果長野縣繼續像以前那樣主張、與JR東海和沿線其他縣的意見分歧，將使長野縣因為中央新幹線而變得孤立。
另外，位於C線的飯田市曾一度要求在飯田站設站。然而，由於徵地問題，JR東海發現於該站設站困難，因此最初提議在北部鄰近的高森町建造車站。此外，為了回應當地的要求，JR東海向長野縣提交了幾項提案，其中包括一項將長野縣站設在與該鎮接壤的飯田市座光寺村的折衷提案。對此，飯田市接受了JR東海的提案，決定將長野縣站建在飯田市的座光寺地區。長野縣是東京至愛知縣區間內唯一沒有公佈路線和車站規劃的縣，JR東海於2011年8月5日發佈公告，擬建車站位置在飯田站附近、位於飯田市座光寺地區及高森町的「天龍川右岸平地」。後來的報道稱，由於座光寺地區有一片遺址群（恒川官衙遺跡），因此路線改為位於遺址群南側，站點將位於座光寺/上鄉飯沼地區、飯田線伊那上鄉站和元善光寺站之間。在2020年10月18日（令和2年）舉行的飯田市長選舉中，呼籲取消以地方經費建設新車站的佐藤健首次當選。在比較新建換乘站和利用現有換乘站的情況後，長野縣政府提出了不新建換乘站的政策。
根據JR東海2013年公佈的計劃，長野縣的車站擬定在飯田市上鄉飯沼附近。需要搬遷的居民將於 2018 年 8 月 1 日開始查看有關可以搬遷的替代地點的資訊。 2019年5月31日，飯田市於同年6月向市議會提交了一份提案，要求在他們計劃開發替代土地的地區以5.3億日元收購2.5公頃的土地，並決定提交該提案。
此外，飯田市正在推進車站週邊地區的開發，車站廣場的設想圖像已經公開。

#### 岐阜縣
在岐阜縣，中央新幹線將由東至西經過中津川市、惠那市、瑞浪市、土岐市和多治見市。這五個城市共同要求在東濃地區建立一個車站。後來，在JR東海公佈的計劃中，岐阜縣站將設在中津川市西部。岐阜縣等地組織的縣建設促進聯盟要求JR東海在美乃坂本站旁或附近建立一個車站。根據JR東海2013年公佈的計劃，岐阜縣站定於中津川市千旦林附近，靠近美乃坂本站。
2015年4月27日，中央新幹線中心線從中津川市山口開始測量。該處將設立JR東海已設定使用權的隧道段，JR東海計劃根據調查結果確定路線，並向當地社區提供解釋後獲取土地。
2017年6月2日，中津川市政府就岐阜縣車站的位置也發布了類似的公告。

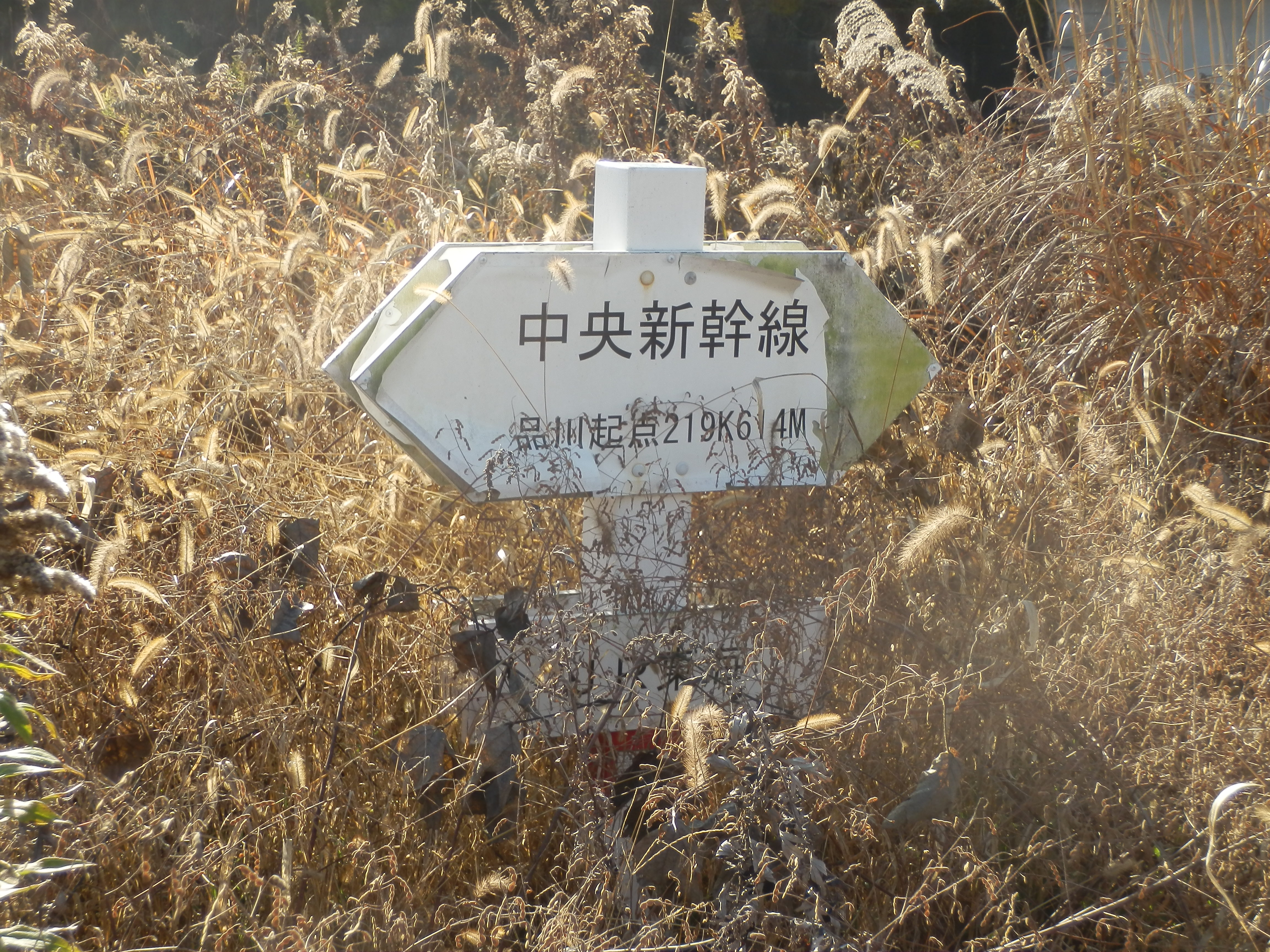
岐阜縣站駅建設予定地豎立了由品川站起點為 219K614M 之里程標（工程開始後已被移除）
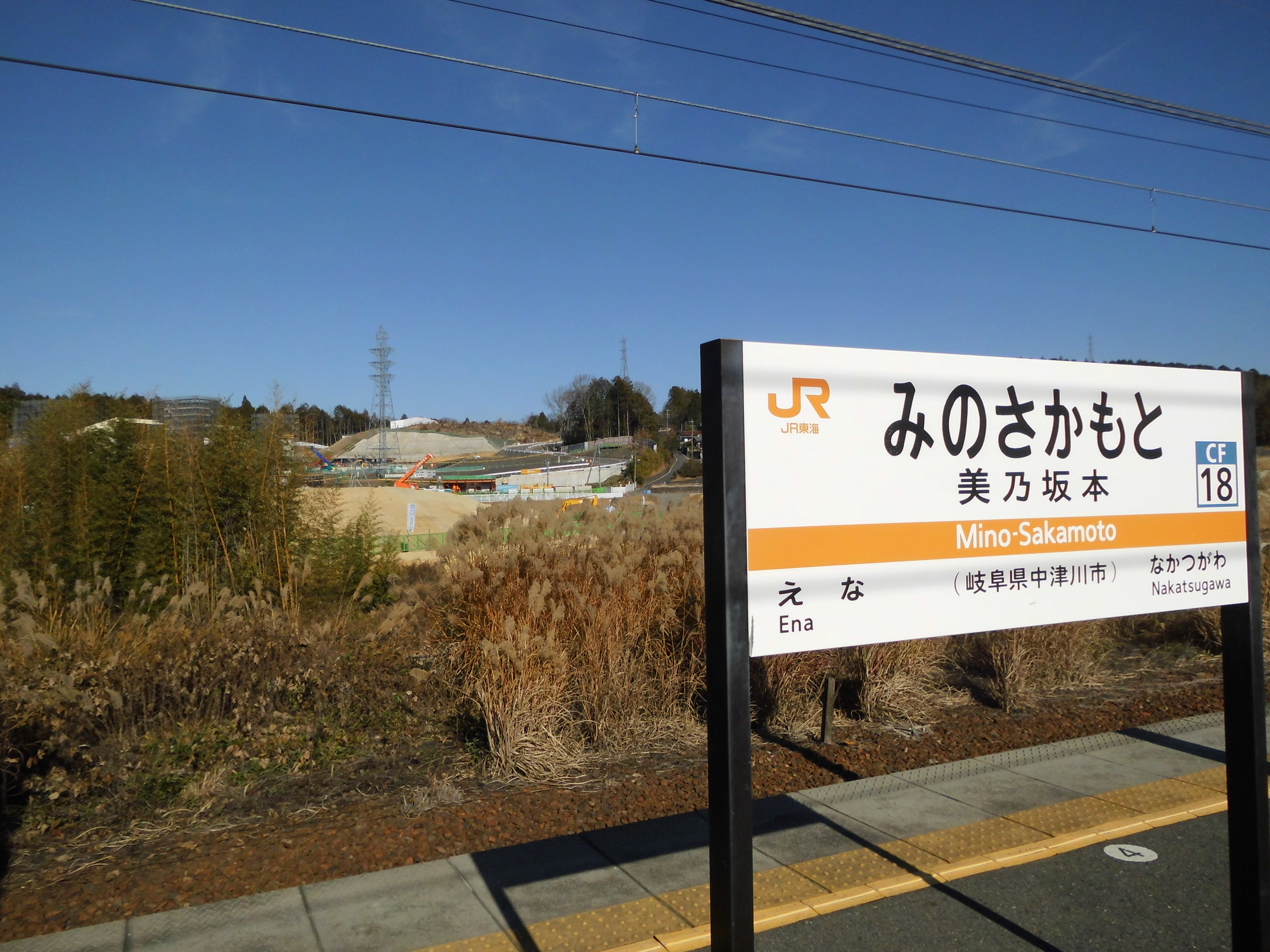
從美乃坂本站月台所見之建設現場
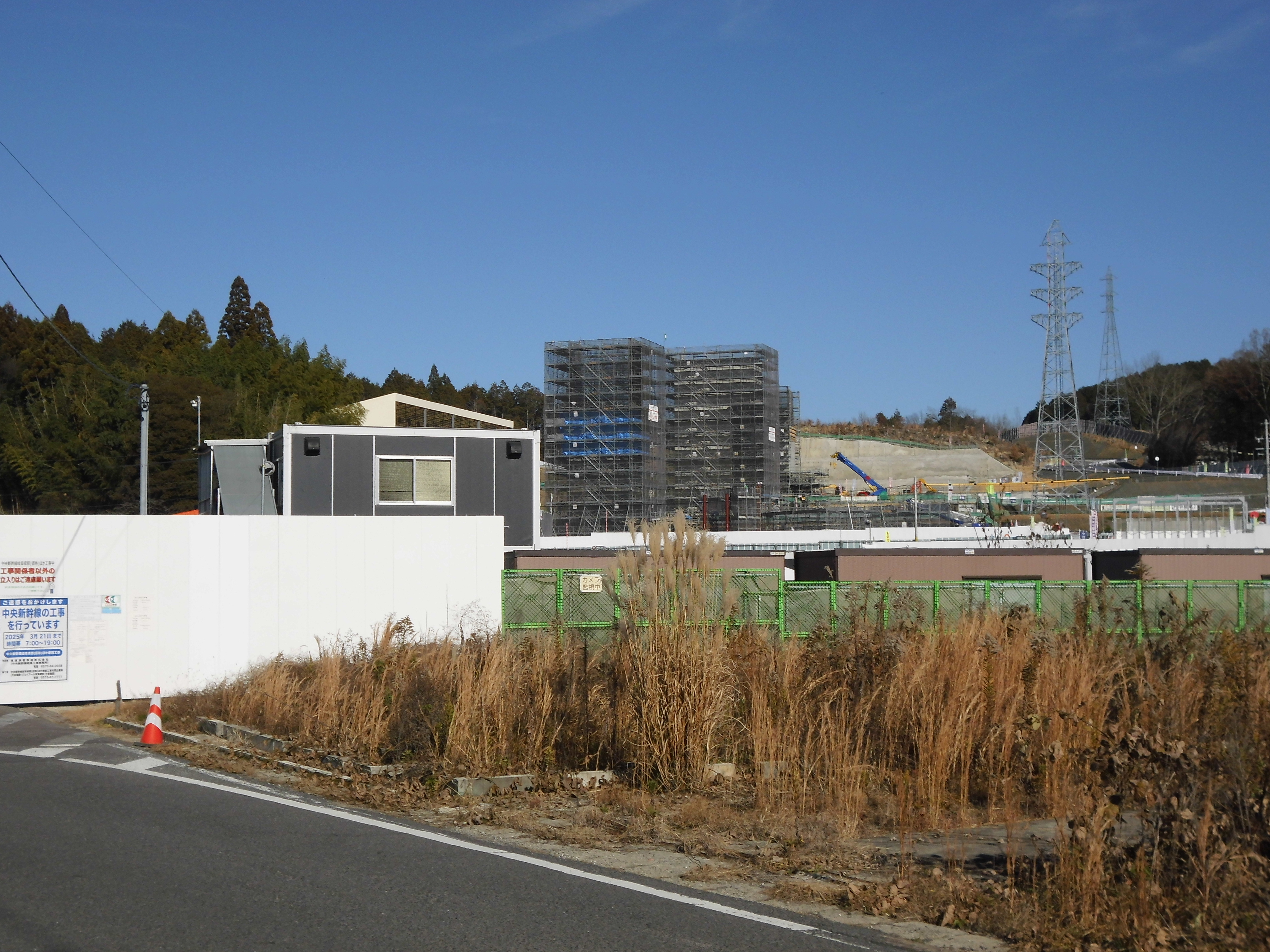
建設工事風景

#### 愛知縣
從基本計畫一開始，愛知縣站就考慮設於名古屋市附近，並要求設於名古屋站附近。據報道，在未來向近畿地區延伸之前，考慮到部分乘客需要相互換乘現有新幹線列車，JR東海計劃在名古屋站新幹線月台深處建造一個新車站，使轉乘所需時間可以縮短至3-9分鐘 。隨後，JR東海宣布計劃在名古屋站東西方向正下方建立一個「終點站」。
2015年3月31日開始名古屋站週邊的測量。 JR東海打算在同年秋季開始全面建造名古屋終點站，並表示希望在獲得當地社區的理解後繼續進行測量工作。
2016年12月，JR東海發表了《關於中央新幹線名古屋駅新設（中央東建設區/中西建設區）工程期間的環境保護》。
2019年3月7日，名古屋站以北的施工現場首次對外開放。名古屋站從常規線到新幹線的地面施工已經開始，部分常規線月台已暫時停止運作，為了避免新幹線月台正下方的施工導致軌道沉降和其他變形，車站安裝了感測器。
另一方面，中村區椿町地區是再開發的對象，由於建設新的地下車站需要進行地面挖掘工作，因此正在進行徵地工作，該區有零散的空地（建築物已被拆除）。

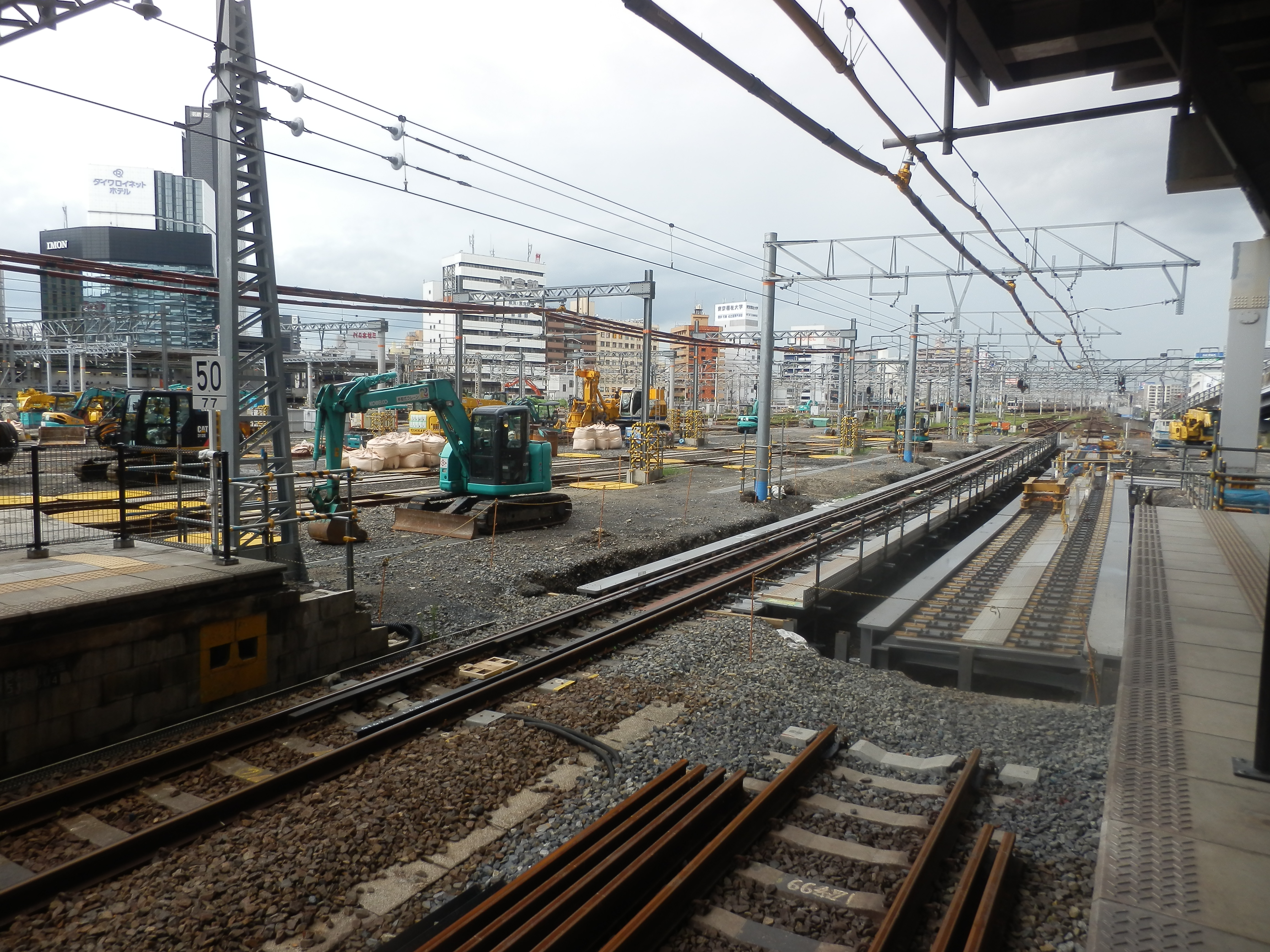
名古屋站建設工程（在來線側）（2019年8月）
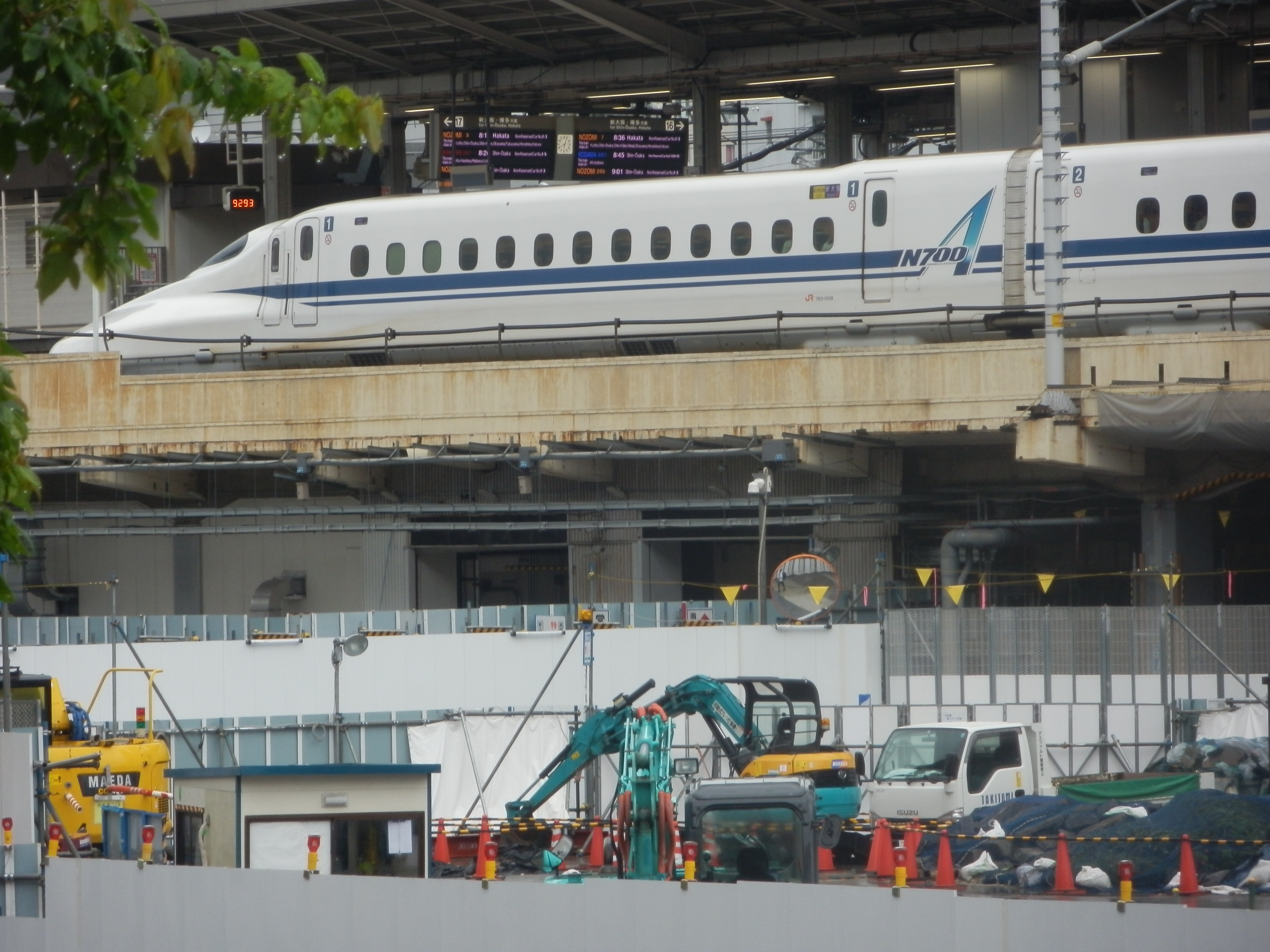
名古屋站建設工程（新幹線側）（2019年8月）
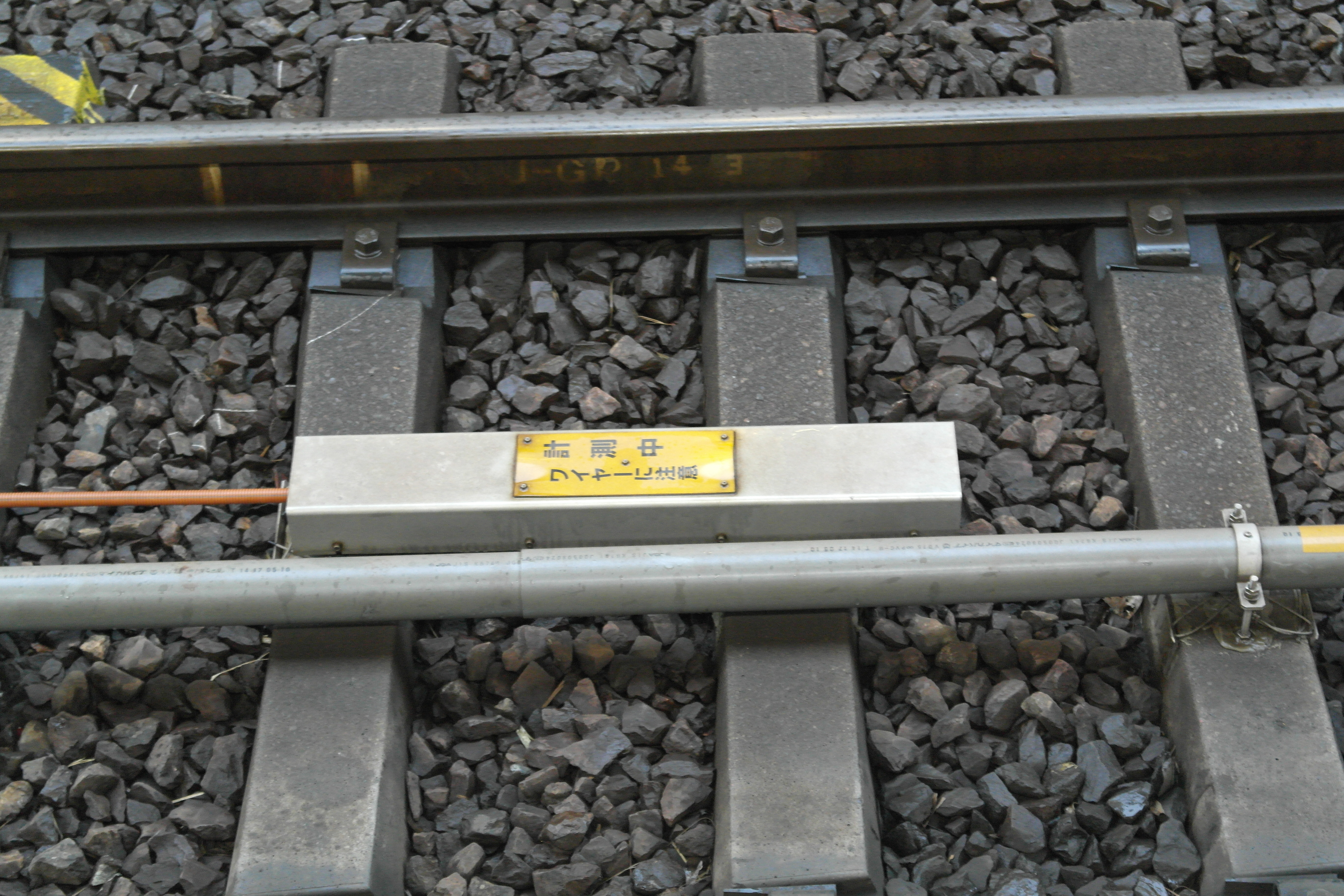
新幹線軌道觀測中心
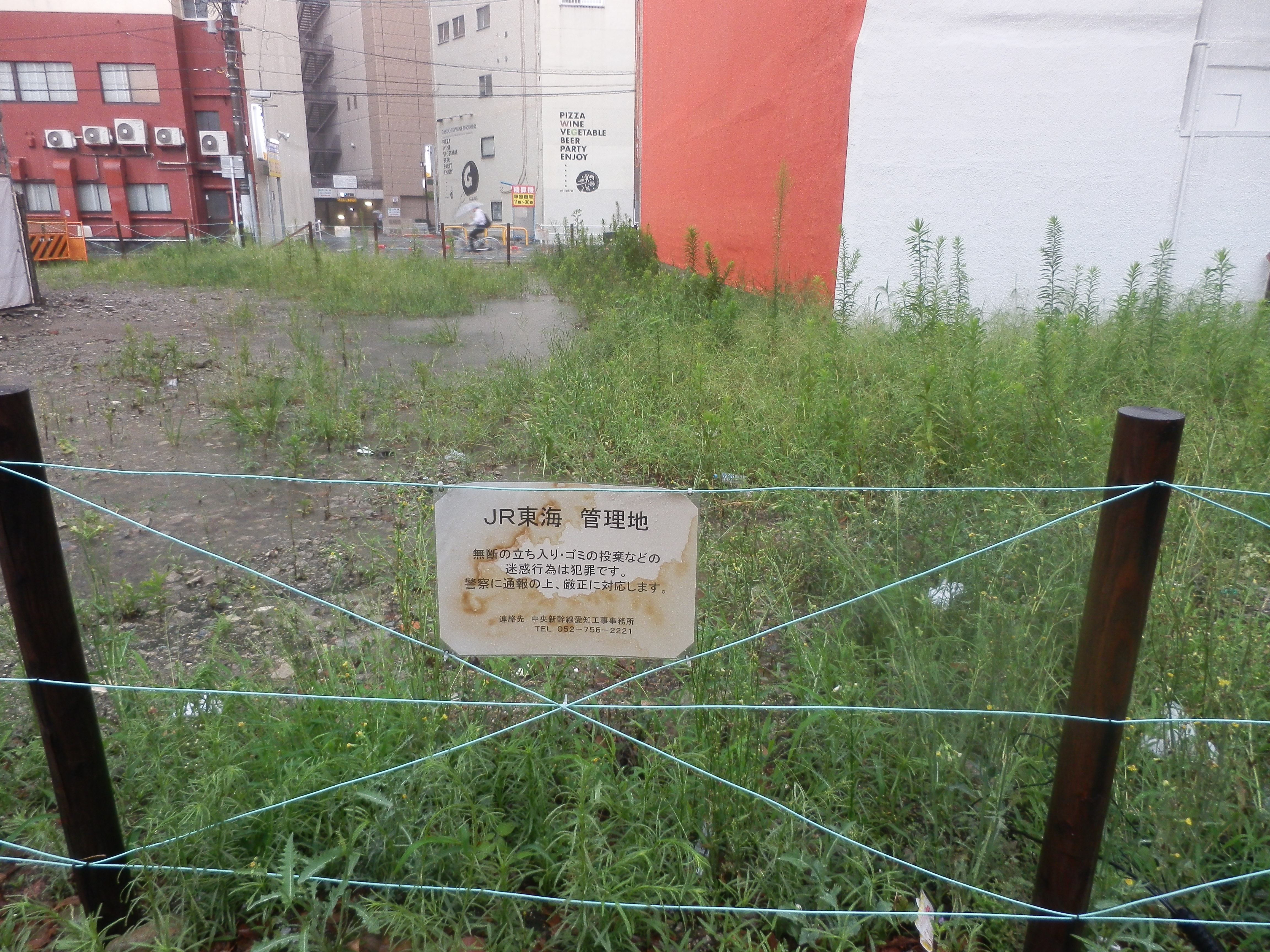
名古屋站建設預定管理地（2019年8月）

### 名古屋以西
由於名古屋以西的路線尚未確定，截至 2020 年，整個近畿地區仍在進行包括路線選擇在內的爭取興建中間站的活動。

#### 三重縣
在三重縣，三重縣中央新幹線建設推進聯盟（原三重縣中央特急建設推進聯盟）要求在縣內設立中途站。龜山市亦正以「推進中央新幹線/JR複線電氣化龜山市民會議」為主導，進行爭取於市內設站的活動，並正在為中央新幹線設立龜山站籌集資金。龜山市是關西本線、紀勢本線、新名神高速公路、東名阪自動車道、伊勢自動車道、名阪國道、鈴鹿龜山道路和國道1號的交通樞紐。
當縣政協於2020年7月開始徵集車站候選選址時，只有龜山市願意投標，因此三重縣決定於2021年1月選擇龜山市。此後，候選地點的範圍不斷縮小，2022年11月，縣政協決定將龜山市內的以下三個地區作為候選地點提交給JR東海：
- 包括井田川站在內的區域
- 龜山交匯處等區域
- 包括下庄站在內的區域

#### 奈良縣
從基本規劃一開始，「奈良市週邊」就被列為中央新幹線經過地區。根據時任奈良市長鍵田忠兵衛的介紹，奈良縣出身的交通大臣新谷寅三郎（當時是第二屆田中角榮內閣成員）在該計劃的製定過程中做出了巨大貢獻。
他們要求主要在奈良縣設立「奈良市附近車站」。截至2022年，奈良縣的候選地點包括平城山站（奈良市）、八條/大安寺周邊地區（奈良市，設新JR車站）以及大和路線與近鐵橿原線的交匯處（大和郡山市））。
截至2009年，JR東海假設奈良縣的車站位置為「包括奈良市、生駒市、大和郡山市、天理市以及週邊城鎮的地區」。奈良、生駒、大和郡山、天理四市各自開展爭取車站活動。大和郡山市位於奈良盆地中心，交通便利，對奈良縣中南部乃至整個紀伊半島地區產生了連鎖反應。天理市則有鄰近西名阪自動車道和京奈和自動車道之交匯處的優勢。從2012到2013年，每個城市都列出了具體的候選地點：
- 生駒市：關西文化學術研究都市（京阪奈學研都市）高山地區第2工區[136]
- 大及郡山市：JR大和線與近鐵橿原線交會處週邊[137]
- 奈良市：JR平城山站、JR奈良站/近鐵奈良站週邊[138]
- 天理市：JR櫟本站週邊[138]

2013年12月26日，奈良縣33個市町村和15名縣議員參加了「奈良縣磁浮！」會議（代表主辦單位為橿原市長，組織者為御所市長、高取町長和上牧町長），會議目的是請求奈良縣知事選擇大和郡山市作為車站的目的地。此前，12月18日，天理市宣布退出「磁浮奈良站」競標，加入「把磁浮還給奈良縣！」的行列。然而，該協會在成立時並未事先與正在爭取車站的奈良市和生駒市進行協商，因此遭到了奈良市市長中川元的反對。
此外，2019年4月7日，競選奈良縣知事選舉的荒井正吾規劃一條支線，從建議中的奈良縣站出發，先後於奈良縣（大和高田市、御所市、五條市）和和歌山縣橋本市設中途站，最後於關西國際機場設終點站。奈良縣已將研究和審議費用納入 2019 年 6 月 13 日公佈的一般帳戶 6 月補充預算中（如下所述）。

#### 滋賀縣
目前正在考慮的中央新幹線路線並沒經過滋賀縣。然而，如果在中央新幹線在京都府內設立中間站，則滋賀縣亦期望設立一中間站。
2012 年3 月25 日，在關西地區聯合委員會會議上，時任滋賀縣知事加田由紀子支持通過京都站的路線，並在會後表示「也希望建立一個中間站」。
另一方面，2014年7月13日當選的滋賀縣知事三日月大三在2014年10月20日的例行新聞發布會上表示，“一切不一定都是京都”，表明奈良市附近的路線會更好。

#### 京都府
1973年公佈的《全國新幹線鐵道整備法第四條第一項規定之確定新幹線開工線路的基本計劃》，以及2011年決定的《中央新幹線建設計畫》都將「奈良市附近」列為主要途經區域，但在京都府內，也有爭取在京都站設站的聲音。京都府線性中央新幹線推進協議會宣布，將名古屋至大阪之間的路線指定為“第二東海道新幹線”，這是為東海道新幹線老化做準備的替代路線，其基於以下假設：新幹線將以每小時250 公里的速度運行，而不是直線列車，它要求將經過京都的路線作為“日本的最佳路線”，否則“磁懸浮列車通車時，希望號列車的數量將會減少”，進而影響京都的工業和旅遊業。京都市市長角川大作表示，“JR東海已經表示不可能，但我想繼續提出要求”，堅持中央新幹線通過京都站。
自1990年起，京都府中央線性特快推進協議會一直活躍，並在2012年，以京都府被認為具有較高的經濟效應為由，敦促JR東海重新考慮讓中央新幹線通過京都站。關西廣域聯合委員會亦討論了該議題。以下為京都市發表的估算：
|                    | 京都站路線  | 奈良市附近路線 |
| ------------------ | ----------- | -------------- |
| 經濟連鎖反應       | 810億円/年  | 420億円/年     |
| 來自首都圏的乘客數 | 1200萬人/年 | 300萬人/年     |

- 應該開發一條成為新的交通大動脈的路線，作為全日本的最佳路線，並在前期對名古屋和大阪之間的路線進行比較分析後，實現“京都站路線”。
- 為了最大限度地發揮開發效益，東京至名古屋之間的全線應作為國家項目盡快綜合完成，並應改善與關西國際機場的交通。

JR東海對此回應稱：“你們要求我們做的事情是不合理的”，並宣布不考慮經京都站週邊縣市的大部分首長也支持奈良路線。
然而，開發計畫中的描述是在奈良市附近，JR東海時任總裁山田良臣也發表評論，暗示有可能經過與奈良市相鄰的京都府南部。 2013年，京都府南部相樂郡精華町議會通過了一項決議，要求在包括精華町在內的關西文化學術研究都市中心設立一個中間站。2014年，精華町議會會長出席了「爭取直線型中央新幹線來京都的倡議會」。

#### 大阪府
從基本計畫開始，大阪市就被視為中央新幹線終點站，由於連接山陽和九州新幹線的便利性，JR東海已表示有意連接新大阪站。另一方面，以大阪市長橋下徹為代表的地方政黨「大阪維新會」在其宣言中曾提到「爭取磁浮車站設在梅田北貨場」，但在2012年，4月20日，大阪府知事、大阪市長與關西3個經濟團體負責人舉行意見交換會，一致同意「要求東京和大阪之間的路線早日開工時，於新大阪站設站更具說服力」。 2013年12月，大阪四個經濟組織和關西地區聯盟舉行集會，呼籲同時開通通往大阪的路線。

## 必要性問題
曾任國土交通省中央新幹線小組委員會委員、參與制定中央新幹線計畫的東京女子大學交通經濟學教授竹內賢三表示，東海道新幹線正在老化，有因災害而停駛的風險，因此有需要建設第二條線路。另一方面，當他作為專家證人出席眾議院國土交通委員會會議時，教授說：「僅僅建造一個磁浮車站並不能吸引乘客；我們需要創造一個有吸引力的城鎮，以吸引乘客，讓人想下車。」因此中央新幹線對地區振興的影響有限。

## 異議與訴訟

### 異議
中央新幹線項目從工程規模和建設成本來看都是日本最大的項目之一，而且由於它是前所未有地引入超導磁浮技術的交通系統，因此該項目的盈利能力和環境適應性存在擔憂。
2014年7月15日，日本科學家協會發表聲明，呼籲撤回或取消中央新幹線項目。
沿線居民的民間團體正在共同努力，形成「線性新幹線居民網絡」。 JR東海工會也表示反對中央新幹線計畫。 2014年8月27日，日本共產黨也成立了一個成員小組，即「直線中央新幹線問題計畫小組」。
作為一項公民自願運動，山梨縣中央市正在進行立立樹信託運動。
2017年6月1日，在北陸新幹線高丘隧道（位於長野縣中野市、長野站和飯山站之間）的隧道施工過程中，週邊地區的88棟房屋和182棟建築物發生扭曲和傾斜。對此，愛知縣春日井市的一個公民團體「春日井磁浮問題小組」對最近受新幹線計畫影響居民所獲得的不透明回應以及對建設工作所帶來的潛在問題（例如氡氣問題）表示懷疑。

### 訴訟

#### 請求取消工程許可的訴訟
「線性新幹線沿線居民網絡」宣布會於2016年5月20日向東京地方裁判所提起訴訟，以獲利、安全、環境問題為由，尋求取消磁浮線的開工許可（申請撤銷平成28年第211號建設工程許可之核准案）。第一次口頭辯論於2016年9月24日舉行。此外，原告律師在2018年3月23日第1次至第9次口頭辯論中對爭議問題進行了總結。透過第13次口頭辯論，JR東海公司因環境影響評估有缺陷，違反環境影響評估法第三十三條規定，被吊銷工程許可證。
2017年9月8日第6次口頭辯論主題為大井川水系的源頭（屬擬定路線的途經地點），起初有人指出該水系有因工程而引致乾旱的危機。關於這一點，靜岡縣（未參與訴訟）和JR東海（如下所述）之間的矛盾日益加劇。
在2018年6月25日的第十次口頭辯論中，討論首先集中在日照和噪音問題，以及居住環境問題，以及建築餘土生成，包括在車輛基地產生的大量建築餘土。 2017年12月21日，長野縣上伊那郡中川村的縣道59號松川交匯處—大鹿線因線路施工發生山體滑坡，JR東海就此致歉。此外，由於東海道新幹線於2015年發生了自焚事件、又於2018年發生隨機殺人事件，兩者均涉及乘客的危機管理，而中央新幹線計劃並未針對該危機管理進行修訂（2018年6月第10次口頭辯論階段，自同年5月神奈川縣地下深層利用說明會以來，相關資料一直沒有更新）。隧道環境封閉，疏散時緊急出口數量有限，令人質疑計劃中的長隧道存在乘客安全危機。
2018年9月14日舉行的第11次口頭辯論中，提出了山梨實驗線環境影響報告書仍不充分，以及JR東海在靜岡縣的建設計劃。審判長還表示：“該建設工程是基於抽象討論而批准的”，並表示政府的批准是基於寬鬆的判斷和標準。
在2018年11月30日舉行的第12次口頭辯論中，法院指出愛知縣和岐阜縣的褐煤礦遺跡和鈾礦床評估不合法。據稱，有人要求反駁在長野縣、東京都和神奈川縣進行的評估。另外，原告的適當性已經調整和整理，並安排在下次口頭辯論中進行辯論。報告會上，時任山梨縣立大學校長（前理事長）的伊藤洋在演講中舉了英帕爾戰役的例子，指出中央新幹線計劃「有勇無謀」。
在2019年2月8日舉行的第13次口頭辯論中，指出了磁浮建設的安全性引起沿線居民的焦慮，因此要求擴大原告資格的範圍。下一次法庭聽證會定於 2019 年 5 月 17 日舉行。在演講後的報告會上，四名國會議員（當時）初鹿明博、本村伸子、畑野君枝和井上哲士發表了聲援演講，而本村伸子、畑野君枝、井上哲士三人亦參加了報告集會。其中本村信子曾於2017年2月20日在眾議院預算委員會表示：「JR東海應該支援JR北海道和其他JR集團的區域路線，而非中央新幹線。」 武藏野大學工學部的阿部修治教授亦做了題為「中央新幹線-邊際技術的風險」的演講。
2020年12月1日，法院作出臨時判決，駁回原告781名中的532名，表示他們不具備原告資格。其餘249名原告已被確認符合資格，審判將繼續進行。
2023年7月18日，法院駁回訴訟，表示審批不存在違法行為。原告計劃上訴。

#### 要求禁止工程進行的訴訟
2019年5月8日，居住在山梨縣南阿爾卑斯市中央新幹線工程沿線的8名居民向JR東海投訴工程的噪音和振動導致居住環境惡化，並向甲府地方法院提起訴訟，要求禁止在該市的一段區域（約5公里）進行建設工程，並支付每人100萬日圓的賠償金。原告聲稱，他們曾申請民事調解，要求對距工地邊緣30公尺範圍內的噪音、振動、陽光遮擋等問題進行賠償，但未果。
2020年10月30日，包括靜岡縣67名用水者在內的107人向靜岡地方法院投訴JR東海侵犯了用水者的權利、違反了南阿爾卑斯提倡自然保護的政策，並向法院提起訴訟，尋求禁止中央新幹線靜岡縣內路段（10.7公里）的建設工程。

### 地方政府的回應
東京都及其他計畫路線沿線的地方政府正在採取以下環境措施。

#### 東京都
2019年6月25日，JR東海根據東京都環境影響評估條例向東京都知事提交了2017和2018年的《中央新幹線品川至名古屋區間（在建工程第2部分）後續調查報告》。

#### 神奈川縣（川崎市、橫濱市）

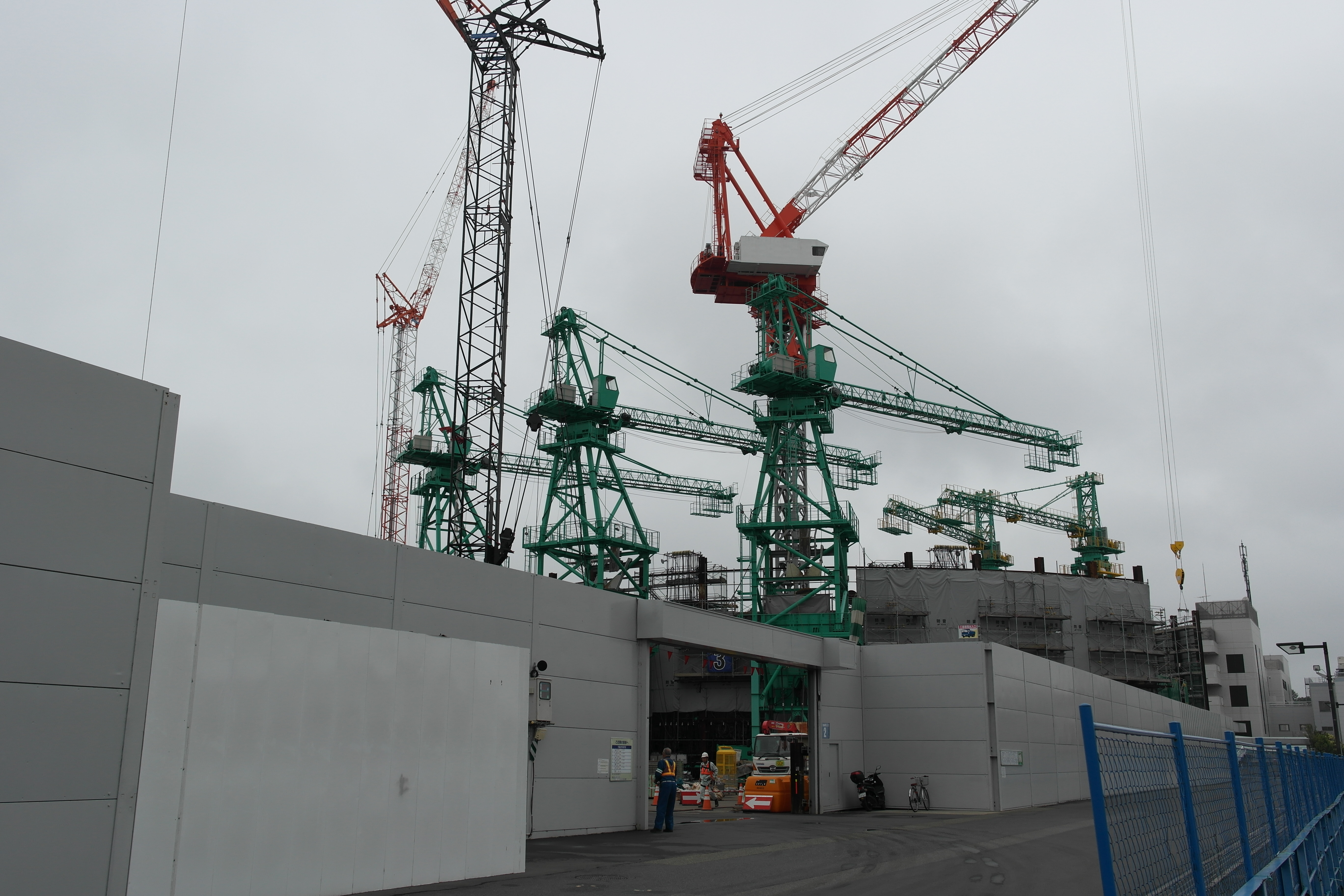
梶谷緊急出口工事現場

2014年8月，「高津、中原、宮前、麻生、多摩中央新幹線考量會」為JR東海發布了一份關於新梶谷緊急出口和材料入口建設過程中產生的土壤處理的評估報告，並根據川崎市環境影響評估條例（1999年12月24日第48號條例）向川崎市提交了請願書。同年11月11日，在中原區新幹線工程說明會上，川崎市負責新幹線的部門表示：“我們對JR東海的回應並不滿意。”作為回應，JR東海宣布將於2017年3月舉行施工說明會。為了避免道路擁堵，將使用貨運列車運輸土壤，並於2017年3月30日開始建造梶谷緊急出口和材料入口。2017年5月26日，JR東海和JR貨運於梶谷貨運總站 - 扇町站 - 三井碼頭之間的路線舉行了專用於運輸生成土的貨運列車發車儀式，該路線途經武藏野南線、南武線（尻手短絡線、濱川崎支線）、鶴見線本線和三井碼頭專線。然而，除了梶谷緊急出口外，產生的土壤仍然無法運送到其他地點，因此建造深層地下隧道的工程需要進行協調。
2017年3月10日，川崎市議會城市建設委員會會議上，審議了來自東京神奈川聯絡中央新幹線考量委員會的三份請願書。 JR東海在2017年1月和3月舉辦的居民說明會上指出，中央新幹線東百合丘緊急出口會對矢上川雨水儲存管的雨水調節池產生影響。他們也指出，東百合丘工地造成的交通壅塞在早高峰時段會變得更加嚴重，對居民來說不會有任何好處。儘管JR東海表示環境保護書中提出的環境保護措施是對居民的承諾，但在說明會上JR東海並未考慮居民的意見，城市建設委員會的成員也提出了同樣的觀點。 JR東海也正在對雨水調節池進行調整，並表示在施工開始前向當地居民通知施工時間及車輛安排。雖然JR東海急於開工，但川崎市和市議會都表示不能延遲解決居民面臨的問題。對此，JR東海於2017年2月對上述川崎市進行了東百合丘緊急出口的建設調查，並於2017年3月變更了建設計劃。
2016年2月1日，建通新聞報導了川崎市計劃於東扇島堀込部地區填海。此外，JR東海亦計劃在千葉縣安房郡鋸南町的一個前採石場建造一座接收受污染土壤的設施。同年6月20日，聽取了17名居民和漁業協會有關生活環境惡化、漁場環境惡化的申訴後，千葉地方裁判所木更津支部批准了51名當地居民和漁業合作社的臨時禁令申請，禁令暫停了上述設施的建設工程。 2016年第6次鋸南町議會定期會議（同年12月6至9日舉行）上，1號請願書「關於城鎮聲明拒絕受污染土壤或工業廢物最終處置場與當地落戶的請願書」在無異議的情況下獲通過，該請願會由縣議會的產業常任委員會進行審議。2017年6月1日，據透露，JR東海向川崎市市長提交了請求，要求接受從梶谷緊急出口排出的施工土用於東扇島開發項目。民間團體（東京神奈川聯絡中央新幹線考量委員會）報告亦提及了JR東海於千葉縣建造土壤接收設施的計劃，由於在沒有確定處置地點的情況下進行環境影響評估，川崎市試圖將該土壤轉移到「東扇島創造計畫」的做法被認為是違反了環境影響評估法。對此，川崎市長再就是否可以接受土壤整理了自己的想法，並表示在中央新幹線設置緊急出口時，將採取最大程度考慮環境影響、並獲得居民理解的措施。 2017年8月28日，JR東海與川崎市簽署了東扇島堀込部地區土地開發項目中有效利用中央新幹線產生的土壤的諒解備忘錄。
2018年12月13日，橫濱市宣布接受中央新幹線工程產生的土壤，並將其用作興建橫濱港新本牧碼頭第一期地區物流用地的海堤。

#### 山梨縣
2017年11月20日，針對同年6月30日報告山梨縣南巨摩郡早川町土壤中檢出氟超標的情況，民間團體「中央新幹線山梨市民網」已向山梨縣知事提交了一份質問書，並查詢山梨縣會有何對應行動。山梨縣在對富士川水系早川的支流雨畑川進行調查後，回應JR東海的報告及其監測均沒有問題。 
山梨縣車站的計畫建設地點及車站前後地區已確認埋藏有文化財產（大津天神堂遺址），因此在開工前進行了發掘調查。

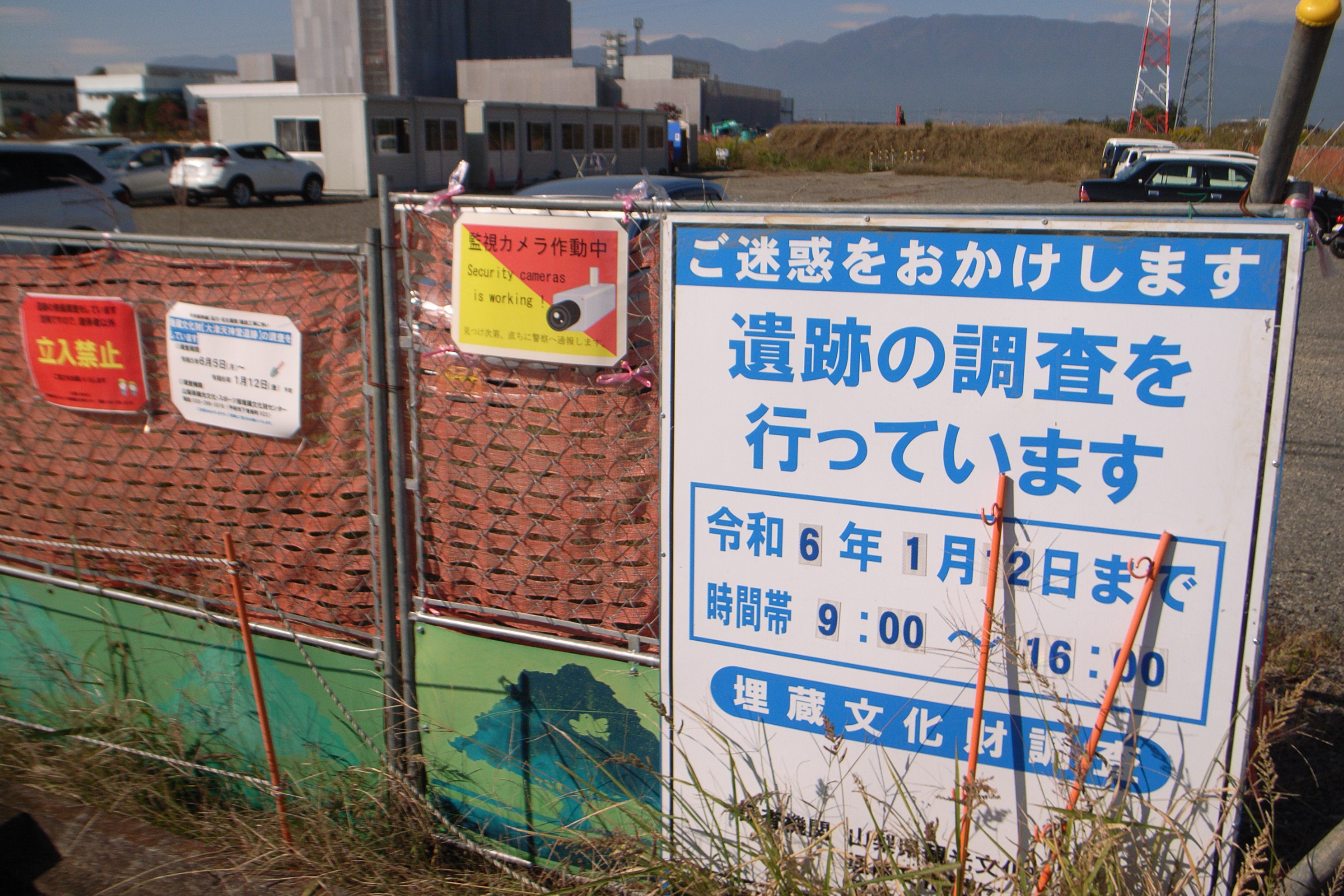
發掘調査現場外觀
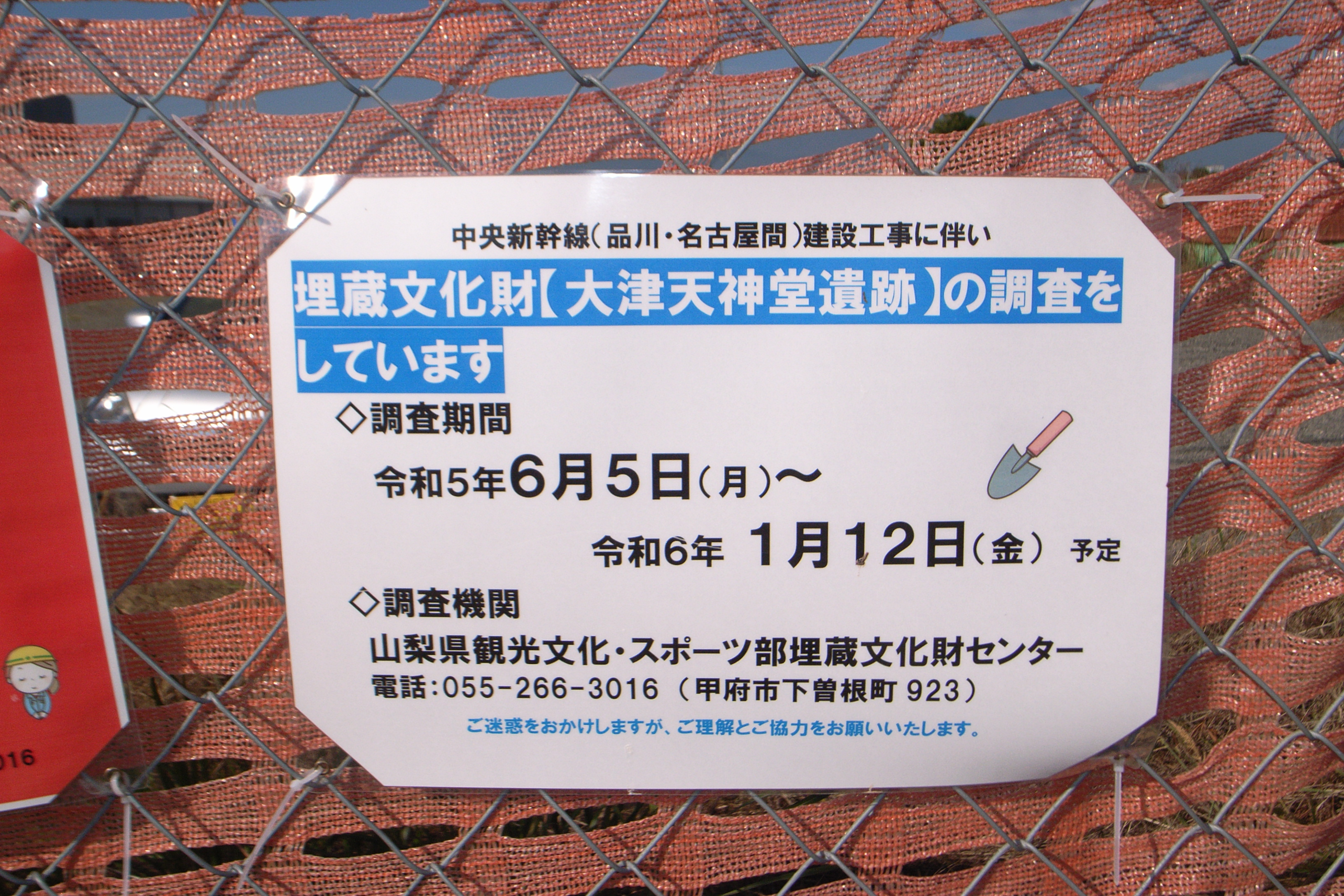
發掘調査之告示
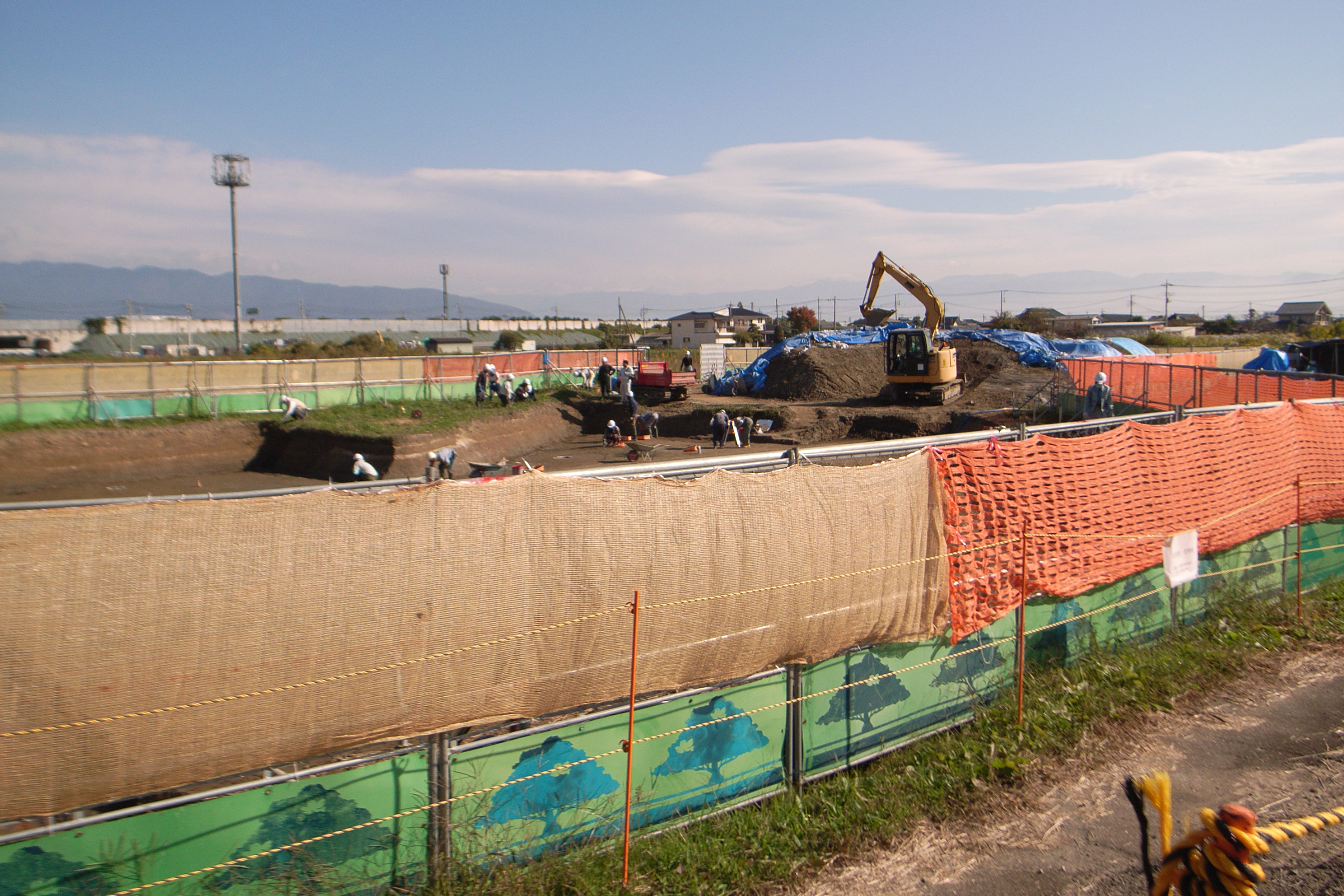
發掘調査現場

## 支線構想

### 連接奈良及關西國際機場的支線構想
該構想是透過鋪設單線、利用常導磁浮的新幹線連結計劃於奈良市附近設置的中央新幹線車站和關西國際機場，並於奈良縣大和高田市、御所市、五條市及和歌山縣橋本市設中途站，同時在京都府京田邊市附近連接北陸新幹線大阪延伸段。該計劃即使得以實現，也預計將在 2037 年之後，即通往大阪的主線開通之後才會完成。
由於2010年代訪日遊客的數量持續增加，該構想希望直接引導外國遊客從關西國際機場前往奈良縣，從而促進當地旅遊業。
在 2019 年 4 月的奈良縣知事選舉中，荒井正吾因承諾推展直接連接[[關西國際機場]]和奈良的中央新幹線支線計劃而當選。此外，奈良縣在2019年6月13日公佈的一般帳戶6月補充預算中撥款2500萬日元用於研究和檢討該支線計劃。
荒井知事表示：「這是一個艱鉅的挑戰，但我們希望透過考慮需求和建設成本來探討可行性。」「一旦品川和新大阪之間的中央新幹線全面運營，連接關西國際機場的交通連接點將變得過度集中在新大阪站。」「從分散節點的冗餘（多重化）和多軸交通概念的角度來看，這也是有意義的。」
對於該項計劃，有人認為這是爭取中央新幹線名古屋以西路線途經奈良的策略之一，以對抗京都府要求中央新幹線經由京都和新大阪到達關西機場的行動，並同時透過發表縱貫奈良縣的路線，於該縣各地相繼設立新車站。